# Geschichte der Juden in Ostfriesland

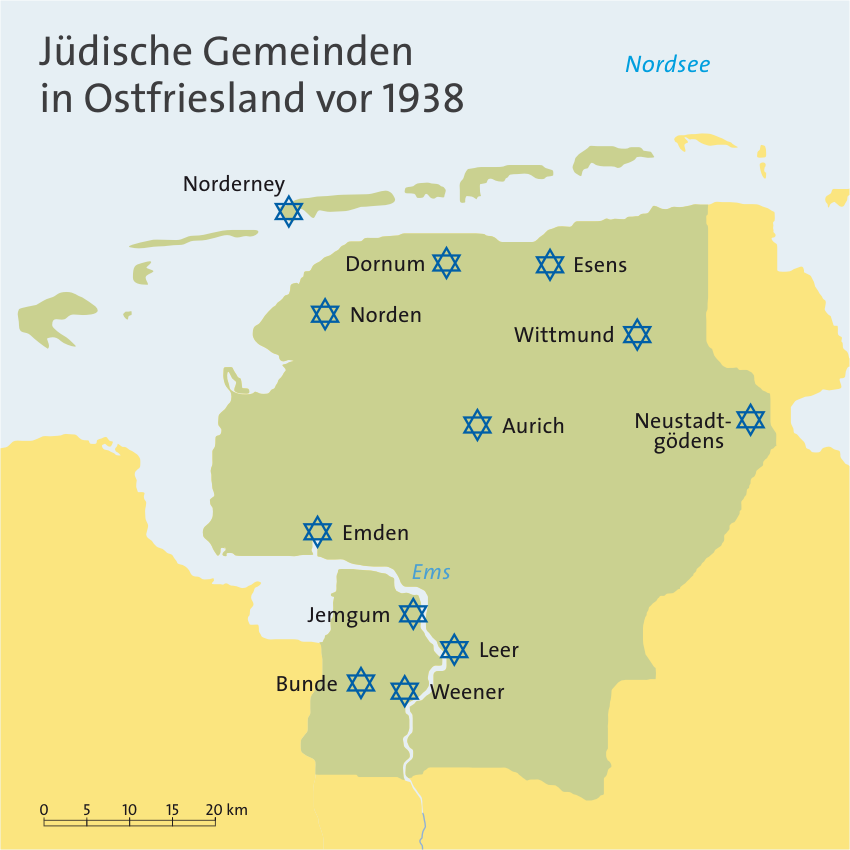
Orte mit jüdischen Gemeinden in Ostfriesland vor 1938

Die Geschichte der Juden in Ostfriesland umfasst einen Zeitraum von ungefähr über 400 Jahren seit ihren Anfängen im 16. Jahrhundert. Während der frühen Neuzeit war Ostfriesland das einzige Gebiet in Nordwestdeutschland, in dem Juden geduldet wurden. Nach dem Aussterben des Fürstenhauses Cirksena 1744 und dem damit einhergehenden Ende der Grafschaft Ostfriesland als souveräner Staat wurden die ostfriesischen Juden Staatsbürger Preußens, dessen restriktive Gesetzgebung auch gegenüber Juden in Ostfriesland zur Anwendung kam. Im 19. Jahrhundert wechselte die Souveränität über Ostfriesland mehrfach, was für die Juden wechselnde rechtliche Rahmenbedingungen mit sich brachte.
Bis 1870 brachten neue Gesetze schließlich die Bürgerrechte für Juden in Ostfriesland. Die letzten rechtlichen Diskriminierungen wurden bis zum Ende des Ersten Weltkrieges beseitigt. Ab Mitte der 1920er Jahre gab es eine Häufung antisemitischer Vorfälle in Ostfriesland. In der Zeit des Nationalsozialismus wurden die Juden schrittweise entrechtet und verfolgt. Endgültig erstarb das jüdische Leben in Ostfriesland im Jahr 1940. Ungefähr 50 Prozent der Juden der bei der Volkszählung im Deutschen Reich vom 16. Juni 1925 in Ostfriesland erfassten Juden (und damit etwa 1000 von 2146) wurden während des Holocaust von den Nationalsozialisten ermordet. Die wenigen heute in Ostfriesland lebenden Juden sind Teil der jüdischen Gemeinde in Oldenburg.

## Mögliche Zuwanderung im Mittelalter
Wann genau sich die ersten Juden in Ostfriesland niederließen, ist unbekannt. Der Legende nach sollen die ersten Juden von Ocko I. tom Brok in Ostfriesland angesiedelt worden sein. Dieser hielt sich in den 1370er Jahren in Italien auf und wurde dort nach Ableistung von Kriegs- und Hofdiensten durch Königin Johanna I. von Neapel zum Ritter geschlagen. Dort soll er mit Juden in Kontakt getreten sein, damit diese sich in Ostfriesland niederließen, um die wirtschaftliche Entwicklung der Region voranzutreiben. Dies ist bislang nicht belegbar und umstritten.
Der Archivar Herbert Reyer schreibt, dass diese Hinweise auf eine bereits im ausgehenden
Mittelalter vorhandene jüdische Ansiedlung in Aurich dem Bereich der Legende zuzuweisen seien. Ebenso wenig dürfe eine im Volksmund »Joedenkarkhof« genannte Wiese an der Sandhorster Straße im Osten der Stadt als Beleg für eine frühere Judenansiedlung in Aurich genommen werden.
Es gibt Hinweise auf eine Verbindung der ostfriesischen Juden nach Italien. So nutzte die jüdische Gemeinde Aurich lange Zeit ein jüdisches Gebetbuch (Machsor), das um 1600 in Venedig erschien.

## 16. Jahrhundert bis 1618

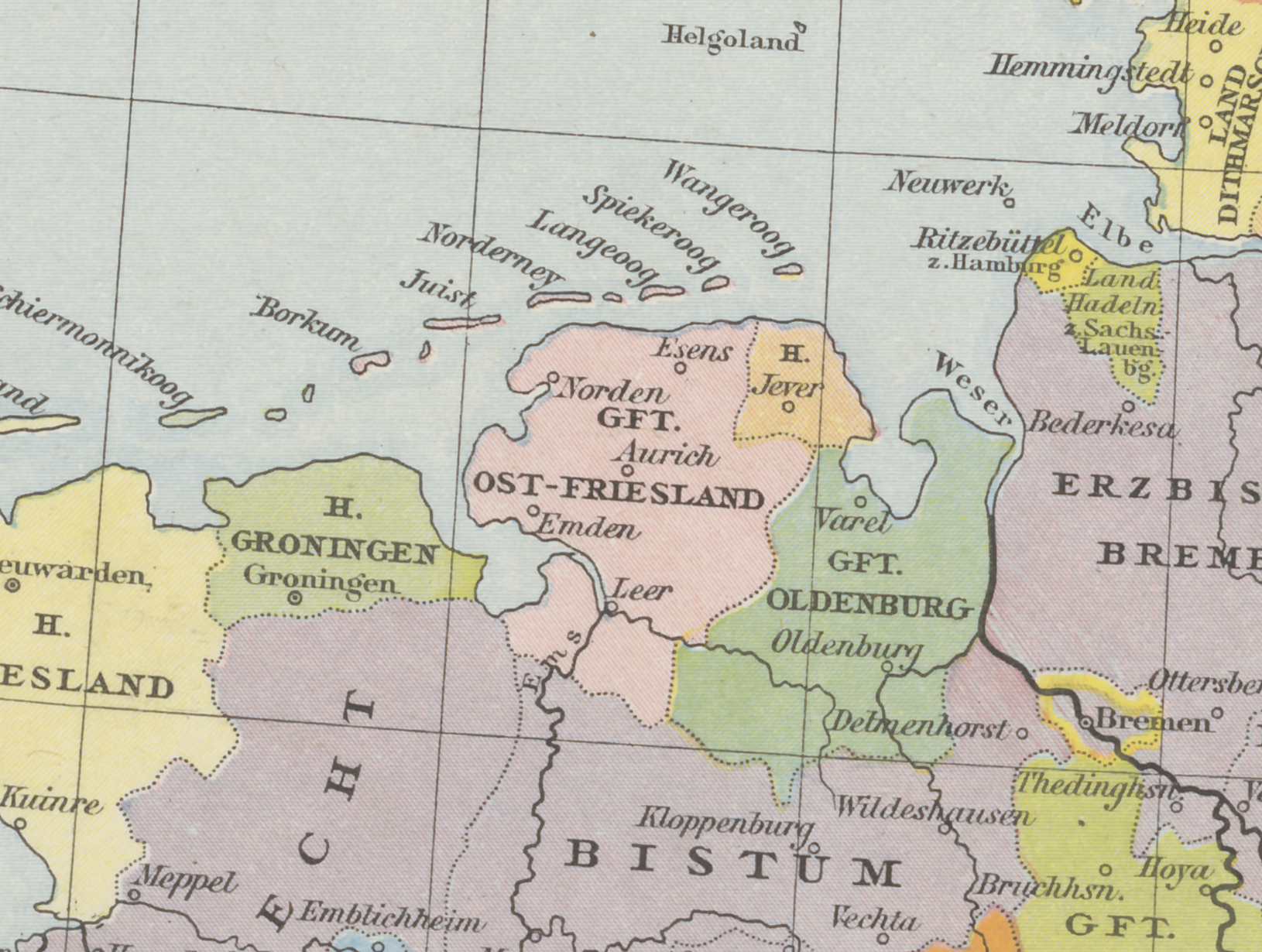
Die Grafschaft Ostfriesland um 1500

Die historisch belegte Ansiedlung von Juden begann Mitte des 16. Jahrhunderts in den Hafenstädten Ostfrieslands. Die niederländisch-norddeutschen Hafenstädte waren daneben mit dem Aufschwung des atlantischen Fernhandels zu attraktiven Zuwanderungsziele für Juden, was anfänglich besonders für Emden galt, so Dr. Werner Meiners, langjähriger Leiter des Arbeitskreises „Geschichte der Juden“ in der Historischen Kommission für Niedersachsen und Bremen. Möglicherweise haben die Vertreibungen der jüdischen Gemeinden aus dem Rheinland die Ansiedlung in Ostfriesland begünstigt.
So ließen sich die ersten Juden um 1530 ließen sich die ersten Juden in den Vorstädten von Emden und bald darauf (1577) auch in Norden nieder.  Ihre Ansiedelung in Emden war lange umstritten. Bis Anfang des 17. Jahrhunderts drohte ihnen die Vertreibung. Trotzdem entwickelte sich Ostfriesland zu einem frühen Zentrum dauerhafter jüdischer Siedlung in Norddeutschland.
In der Grafschaft Ostfriesland nahm sich die Stadt Emden nach der Emder Revolution das ursprünglich kaiserliche, dann landesherrliche Recht zur Aufnahme („Vergeleitung“) von Schutzjuden und begann 1613 Judenschutzbriefe auszustellen. Dies führte zu einer Stabilisierung der Gemeinde, die sich zur größten im nordwestlichen Niedersachsen entwickelte.
Ausgehend von Emden und Norden entstanden in allen ostfriesischen Städten und einigen Flecken Synagogengemeinden gegründet, so in Jemgum (1604), Leer (1611), Aurich (1636), Esens (1637), Wittmund (1637), Neustadtgödens (1639), Weener (1645), Bunde (1670) und Dornum (1717). Ab 1878 gab es eine Außenstelle der Synagogengemeinde Norden auf Norderney (siehe hierzu: Geschichte der Juden auf Norderney). Während der frühen Neuzeit war Ostfriesland das einzige Gebiet in Nordwestdeutschland, in dem Juden geduldet wurden. Oldenburg mussten sie infolge der Pestepidemie von 1349/50 verlassen und Wildeshausen 1350, nachdem sie der Brunnenvergiftung beschuldigt wurden. Erst Ende des 17. Jahrhunderts durften sie sich dort wieder niederlassen.
Die rechtlichen Rahmenbedingungen für Juden in Ostfriesland wurden durch „Schutzbriefe“ oder „Generalprivilegien“ geregelt, welche die ostfriesischen Herrscher für die verschiedenen Bezirke (Ämter) des Landes ausstellten. Neben den Landesherren und der Stadt Emden sicherten sich seit Ende des 16. Jahrhunderts auch die besonders an der Niederlassung von jüdischen Händlern interessierten Herrlichkeitsbesitzer das faktische Recht zur Judenaufnahme.
Dies führte für die Juden im Alltag zu Problemen und Mehrfachbelastungen: „Als Einwohner Emdens oder einer Herrlichkeit unterstanden sie der dortigen Obrigkeit; wollten sie aber außerhalb des Territoriums Handel treiben, so hatten sie zusätzlich Abgaben an den Landesherrn zu zahlen.“
Sie hatten eine Laufzeit von 10, 15 oder 20 Jahren und wurden danach verlängert. In den Schutzbriefen sind die in Ostfriesland lebenden Juden namentlich aufgeführt. Nachweisbar sind solche Schutzbriefe für die Jahre 1635 (Verlängerung 1647), 1651, 1660, 1671, 1690, 1708 bis zum Generalprivileg des letzten Cirksena-Fürsten Carl Edzard aus dem Jahre 1734. Im Wesentlichen regelten die Generalprivilegien:
1. Schutz der Wohnung und Persönlichkeit
2. Sicherung ungestörter ritueller Lebensführung, Religionsausübung und Totenbestattung
3. Die Organisation der Gemeinde unter dem Rabbiner mit eigener Gerichtsbarkeit
4. Handelserlaubnis mit Begrenzung des Wuchers, dem Recht der Pfandnahme und Verwertung
5. Den Zu- und Wegzug, Spezialschutzbriefe für Niederlassung, Heirat und Traugeld
6. Geleitzusicherung und Schutzbefehl an alle Behörden des Landes.

Geleitet wurden die jüdischen Gemeinden in Ostfriesland zunächst vom Hofjuden, später durch das Landesrabbinat in Emden, welches auch für Osnabrück zuständig war. Geistliches Oberhaupt war der Landesrabbiner. In den einzelnen Gemeinden verwalteten gewählte Vorsteher alle Angelegenheiten des Synagogen-, Schul- und Armenwesens. Das religiöse Leben wurde in den kleineren Gemeinden vom jüdischen Lehrer geprägt. Er war beim Gottesdienst in der Synagoge auch als Vorbeter tätig und sorgte als Schächter für koscheres Fleisch. Den Juden in Ostfriesland war es verboten, als Handwerker oder Bauern zu arbeiten, weshalb sie meist als Händler oder Schlachter tätig waren. Dies führte dazu, dass Märkte ohne jüdische Händler, Schlachter und Viehhändler undenkbar waren, obwohl der Anteil der Juden an der ostfriesischen Bevölkerung nur 1 % betrug. Die meisten Juden in Ostfriesland lebten in einfachen oder durchschnittlichen Verhältnissen.

## Dreißigjähriger Krieg
Der Dreißigjährige Krieg sicherte kapitalkräftigen Juden durch den ständig wachsenden Geldbedarf der Kriegsparteien zwar einerseits ein Bleiberecht, belastete sie andererseits in einem bis dahin unbekannten Ausmaß. Die Liste ihrer finanziellen Verpflichtungen war lang. 1629 zahlten die Emder Juden (als Vertreter der jüdischen Gemeinden Ostfrieslands) 180 Gulden Schutzgeld im Jahr, 200 Gulden Torfgeld (Abgabe für eine Feuerstelle) sowie etwa 2.000 Gulden an diversen Verbrauchssteuern, insgesamt also etwa 2.380 Gulden. Hinzu kamen noch Mietzins, Heiratsgelder, außerordentliche Abgaben an den Landesherrn: 4 Gulden Schutzgeld pro Haushalt plus 150 Reichstaler Antrittsgeld. Dieses musste der Sohn eines verstorbenen Mitgliedes zahlen, um in die Rechte des Vaters einzutreten.
Als im Ausgang des Dreißigjährigen Krieges der Graf Ulrich II. viel Geld für den Abzug der hessischen Truppen aus Ostfriesland aufbringen musste, verpfändete die Gräfin Juliane Juwelen im Wert von 54.650 Gulden durch Vermittlung des Hofjuden in Amsterdam und erhielt dafür in mehreren Raten größere Darlehen.

## 1645 bis 1744
Insgesamt war die Lage der Juden in Ostfriesland bis 1744 im Vergleich zu anderen Gebieten relativ gut. So wurde der jüdischen Gemeinde in Emden erlaubt, ihren Friedhof innerhalb der Stadtmauern anzulegen (1700). Dieses war ein außergewöhnliches Zugeständnis, aber noch bis ins 19. Jahrhundert mussten die Juden ohne Bürgerrechte bleiben und unter Sondergesetzen leben.
Der von Graf Ulrich II. 1645 ausgestellte Generalgeleitsbrief gestattete den Juden Ostfrieslands, nach eigener „jüdischer Ordnung“ leben zu dürfen. 1670 ließ die Fürstin Christine Charlotte einen Generalgeleitsbrief verfassen, der den Juden die Abhaltung von Gottesdiensten in ihren Wohnungen oder in eigenen Synagogen erlaubte. Weiterhin legte er fest, dass sie ihre Toten nach jüdischer Gewohnheit bestatten durften. Beschwerden der Krämergilden über die jüdischen Händler fanden beim jeweiligen Landesherren kein Gehör. Georg Albrecht entgegnet auf eine Beschwerde aus dem Jahr 1710: „daß in Ostfriesland die mit Geleit versehenen Juden und in specie der Stadt Aurich in unvordenklicher Posession des freien Handels und Wandels sich jederzeit befunden haben.“ Trotzdem waren viel der in ostfriesland ansässigen Juden gegen Ende der Fürstenzeit verarmt. Verantwortlich dafür waren die krisenhafte Konjunkturentwicklung im 18. Jahrhundert, die Folgen der Weiuhnachtsflut 1717 sowie häufige Viehseuchen. Dies traf die stark im (Vieh-)Handel tätigen Juden hart.

## 1744 bis 1806
Die liberale Haltung gegenüber den Juden, die in gräflicher und fürstlicher Zeit durch eine vergleichsweise geringe Einschränkung ihrer wirtschaftlichen Betätigungsmöglichkeiten gekennzeichnet war, änderte sich mit der Machtübernahme durch Preußen im Jahre 1744. Dies führte zu einer deutlichen Verschlechterung auch der Lage der Juden; denn die restriktive preußische Gesetzgebung gegenüber Juden galt nun auch in Ostfriesland. Erklärtes Ziel der preußischen Regierung war die Senkung des jüdischen Bevölkerungsanteils in Ostfriesland. Die von Juden zu leistenden Abgaben wurden deutlich erhöht, Immobilienbesitz wurde ihnen verboten und den jüdischen Gewerbetreibenden wurden zahlreiche Einschränkungen und Verbote auferlegt. Zu dieser Zeit zahlten die Juden Ostfrieslands die jährliche Summe von 776 Talern. Nun war der Schutzbrief nur an den ältesten Sohn vererbbar, zwei weitere Söhne konnten ihn gegen die vergleichsweise hohe Summe von 80 Talern erlangen. Die übrigen Söhne mussten unverheiratet und damit kinderlos bleiben oder auswandern. Außerdem war an den Zollschranken der erniedrigende, sonst nur für Vieh übliche Leibzoll, zu entrichten. Die gewünschte Senkung des jüdischen Bevölkerungsanteils wurde damit zwar nicht erreicht, der wirtschaftliche Niedergang der Gewerbetreibenden setzte sich jedoch fort. Viele Juden verarmten, so dass schon im Jahre 1765 zwei Drittel der jüdischen Bevölkerung unter erbärmlichsten Bedingungen lebte. Dem stand eine kleine Oberschicht gegenüber, welche hauptsächlich aus Großkaufleuten und Bankiers bestand. Insgesamt gehörten die jüdischen Gemeinden Ostfrieslands zu den ärmeren Deutschlands.
Antisemitische Äußerungen und Handlungen waren bis Anfang der 1930er Jahre selten. Nur die Calvinistische Kirche in Emden protestierte gegen die Duldung der Juden, was jedoch beim Magistrat der Stadt kein Gehör fand. 1761 und 1762 kam es in Zusammenhang mit den Wirren des Siebenjährigen Krieges erstmals zu größeren Ausschreitungen gegen Juden. Mehrere Häuser wurden geplündert, weil die Bevölkerung Juden für die schlechte Versorgungslage verantwortlich machte. 1782 kam es in Neustadtgödens zu einem Pogrom gegen die verarmten Juden. Trotz aller Krisen und deer restriktiven Politik stieg die Zahl der jüdischen Haushalte auch unter preußischer Herrschaft leicht an.

## 1806 bis 1815

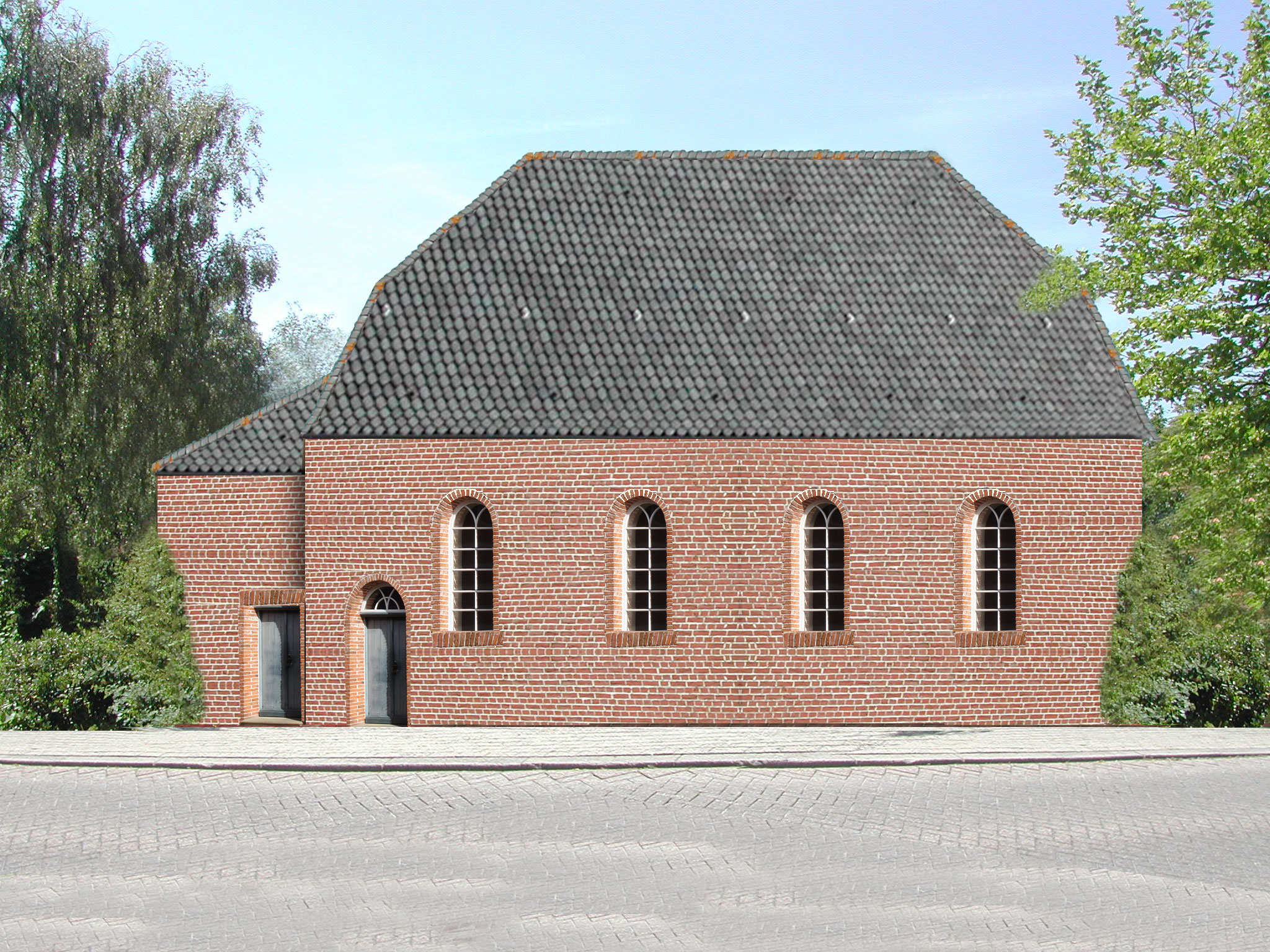
Die ehemalige Synagoge in Aurich. Das Bild wurde anhand von Originalbauplänen rekonstruiert.

Nach der Schlacht bei Jena und Auerstedt wurde Ostfriesland in das Königreich Holland und damit in den französischen Machtbereich eingegliedert. 1810 kam es als Département Ems-Oriental („Osterems“) unmittelbar zum französischen Kaiserreich. Für die Juden bedeutete dies eine deutliche Verbesserung ihrer Lage. In zwei Dekreten vom 4. Juni 1808 und vom 23. Januar 1811 wurden ihnen die Bürgerrechte und die völlige Gleichberechtigung zugestanden. In dieser Zeit ist von einem sehr guten Verhältnis zwischen jüdischer und christlicher Bevölkerung auszugehen, was sich unter anderem an der Spendenbereitschaft der Auricher abmessen lässt, als die jüdische Gemeinde 1810 plante, eine eigene Synagoge zu bauen. Noch in der holländischen Zeit begann die Auricher Gemeinde mit der Errichtung der Synagoge, welche nach Plänen des Architekten Bernhard Meyer gebaut und am 13. September 1811 geweiht wurde. Trotz dieser Verbesserungen empfanden auch die Juden die Fremdherrschaft als bedrückend und beteiligten sich an den Befreiungskriegen gegen Napoleon.
Nach der Niederlage Napoléons und dem Zusammenbruch seines Reiches kam Ostfriesland in den Jahren 1813 bis 1815 erneut unter preußische Herrschaft. Infolgedessen erlangte das preußische Judenedikt vom 11. März 1812 in Ostfriesland Geltung. Juden, bis dahin im preußischen Staat als „Judenknechte“ angesehen, wurden vollberechtigte Staatsbürger, sofern sie bereit waren, bleibende Familiennamen anzunehmen und sich der Wehrpflicht zu unterwerfen.

## 1815 bis 1866
Nach dem Wiener Kongress (1814/1815) musste Preußen Ostfriesland jedoch an das Königreich Hannover abtreten. Durch mangelnde Anweisungen der neuen Machthaber stellte sich die Rechtslage für Juden äußerst verworren dar. So war laut Artikel XVI der deutschen Bundesakte vom 8. Juni 1815 vorgesehen, dass die Bundesversammlung (…) in Berathung ziehen (wird), wie auf eine möglichst übereinstimmende Weise die bürgerliche Verbesserung der Bekenner des jüdischen Glaubens in Deutschland zu bewirken sey, und wie insonderheit denselben der Genuß der bürgerlichen Rechte gegen die Uebernahme aller Bürgerpflichten in den Bundesstaaten verschafft und gesichert werden könne; jedoch werden den Bekennern dieses Glaubens bis dahin die denselben von den einzelnen Bundesstaaten eingeräumten Rechte erhalten. Die Hannoversche Regierung berief sich auf den letzten Satz dieses Artikels, gab jedoch keine klaren Anweisungen zur Situation der Juden in Ostfriesland. Insbesondere die Administration agierte deshalb auf diesem Gebiet zunächst nach preußischem Recht unter Berücksichtigung des Juden-Ediktes. Noch 1829 plädierte die Landdrostei Aurich in Hannover für eine judenfreundliche Auslegung, erhielt jedoch anders lautende Anweisungen. 1819 wurden die Zünfte wieder eingeführt, was die Juden weitgehend vom Handwerk ausschloss. Im Unterschied zum übrigen Königreich Hannover wurde der Schutzjudenstatus in Ostfriesland nicht wieder eingeführt. An dessen Stelle war seit 1824 der „oberlandespolizeiliche Erlaubnisschein“ getreten. Ohne diesen war Juden in Emden eine Niederlassung und Heirat nicht mehr möglich. Auch blieb Juden das Wahlrecht und die Übernahme städtischer Ämter untersagt. Die Erlaubnis zur Niederlassung konnte nur an einen einzigen Sohn übertragen werden, wenn der Vater sein Geschäft aufgegeben hatte oder verstorben war.
Die Verwaltungsstrukturen innerhalb der Juden Ostfrieslands waren zu dieser Zeit ungeklärt. Für die Landdrostei war offiziell immer noch der von den Preußen eingesetzte, jedoch schon 1808 pensionierte Isaak Beer der Landesrabbiner. So standen die ostfriesischen Juden außerhalb Emdens ohne Rabbiner da. Der schon in französischer Zeit 1813 von den jüdischen Gemeinden im Département de l’Ems oriental zum Oberrabbiner des Départements gewählte Abraham Lewy Löwenstamm schlug der Landdrostei 1820 vor, ihn zum Landesrabbiner zu machen, da Beer sein Amt gar nicht mehr ausübe. Er erhielt nicht einmal eine Antwort. Erst als Isaak Beer 1826 starb und der Emder Magistrat Löwenstamm als Nachfolger im Landrabbinat vorschlug, erhielt der Emder Rabbiner das Amt eines Landrabbiners übertragen, und die Landdrostei erklärte sich 1827 damit einverstanden, dass er seinen Amtssitz in Emden nahm.
Wie schon vorher die Preußen versuchten nun die Hannoveraner die Anzahl der Juden in Ostfriesland zu vermindern, hatten damit aber nur mäßigen Erfolg. Erst mit dem Gesetz über die Rechtsverhältnisse der Juden vom 30. September 1842 wurde eine einheitliche Rechtsgrundlage für alle Juden im Königreich Hannover geschaffen. Es gestand den Juden die Wahl des Wohnortes und die Ausübung verschiedener Berufe zu. Damit hatten sie immer noch keine politischen Rechte und waren von staatlichen Ämtern noch ausgeschlossen.

## 1866 bis 1901
Nach der Annexion des Königreiches Hannover durch Preußen 1866 wurde Ostfriesland erneut preußisch und das Judenedikt fand wieder Anwendung. Bis 1870 brachten neue Gesetze schließlich die Bürgerrechte für Juden in Ostfriesland. Die letzten (rechtlichen) Diskriminierungen wurden bis zum Ende des Ersten Weltkrieges abgebaut. Nun konnten die Ostfriesischen Juden in die Stadträte gewählt oder Mitglied eines Vereins werden. So wurden Juden Stadträte oder Mitglieder des vom gehobenen Emder Bürgertum getragenen Vereins „Maatschappy to’t Nut van’t Allgemeen“ (Gesellschaft zum Nutzen der Allgemeinheit) und der Handelskammern Ostfrieslands. Der Vorsitzende der jüdischen Gemeinde Emdens, Jacob Pels, wurde 1890 Mitglied des Bürgervorsteherkollegiums.

## Vorsteher, Landes- bzw. Landrabbiner
Zu Gräflicher Zeit war der vom Landesherrn eingesetzte Parnas für die Vermittlung zwischen der Landjudenschaft (ohne Emden) und dem jeweiligen Landesherren zuständig. In der Regel war der Parnas in Personalunion Hofjude oder ein Mitglied seiner Familie übernahm dieses Amt.
Nach der napoleonischen Annexion Norddeutschlands wurde nach französischem Vorbild der Consistoire Emden für die Départements de l’Ems-Supérieur und Ems Oriental eingerichtet. Ein Großrabbiner (grand-rabbin) betreute die Gemeinden im Konsistorialbezirk. Er amtierte ab 1827 als Landesrabbiner. 1842 richtete das Königreich Hannover Landrabbinate in Emden, Hannover, Hildesheim und Stade ein. Dabei umfasste das Landrabbinat Emden die Landdrosteien Aurich und Osnabrück. 1939 hob die NS-Obrigkeit die Landrabbinate auf.
- 1812–1839: Abraham Heymann Löwenstamm (1775–1839), ab 1812 Großrabbiner des Consistoires Emden, ab 1827 Landesrabbiner für Ostfriesland
- 1839–1841: Vakanz
- 1841–1847: Samson Raphael Hirsch (1808–1888), Landrabbiner von Emden
- 1848–1850: Josef Isaacson (1811–1885), Landrabbiner in Vertretung
- 1850–1852: Vakanz
- 1852–1870: Hermann Hamburger (ca. 1810–1870), Landrabbiner von Emden
- 1871–1873: Philipp Kroner (1833–1907), Stadtrabbiner von Emden, interimistisch als Landrabbiner
- 1875–1892: Peter Buchholz (1837–1892), 1873 gewählt, dann 1875 eingeführt als Landrabbiner von Emden
- 1892–1894: Vakanz
- 1894–1911: Jonas Zvi Hermann Löb (1849–1911), Landrabbiner von Emden
- 1911: Abraham Lewinsky (1866–1941), Landrabbiner von Hildesheim vertretungsweise
- 1911/13–1921: Moses Jehuda Hoffmann (1873–1958), Landrabbiner von Emden
- 1922–1939: Samuel Blum (1883–1951), Stadt- und Landrabbiner von Emden

## Bäder-Antisemitismus

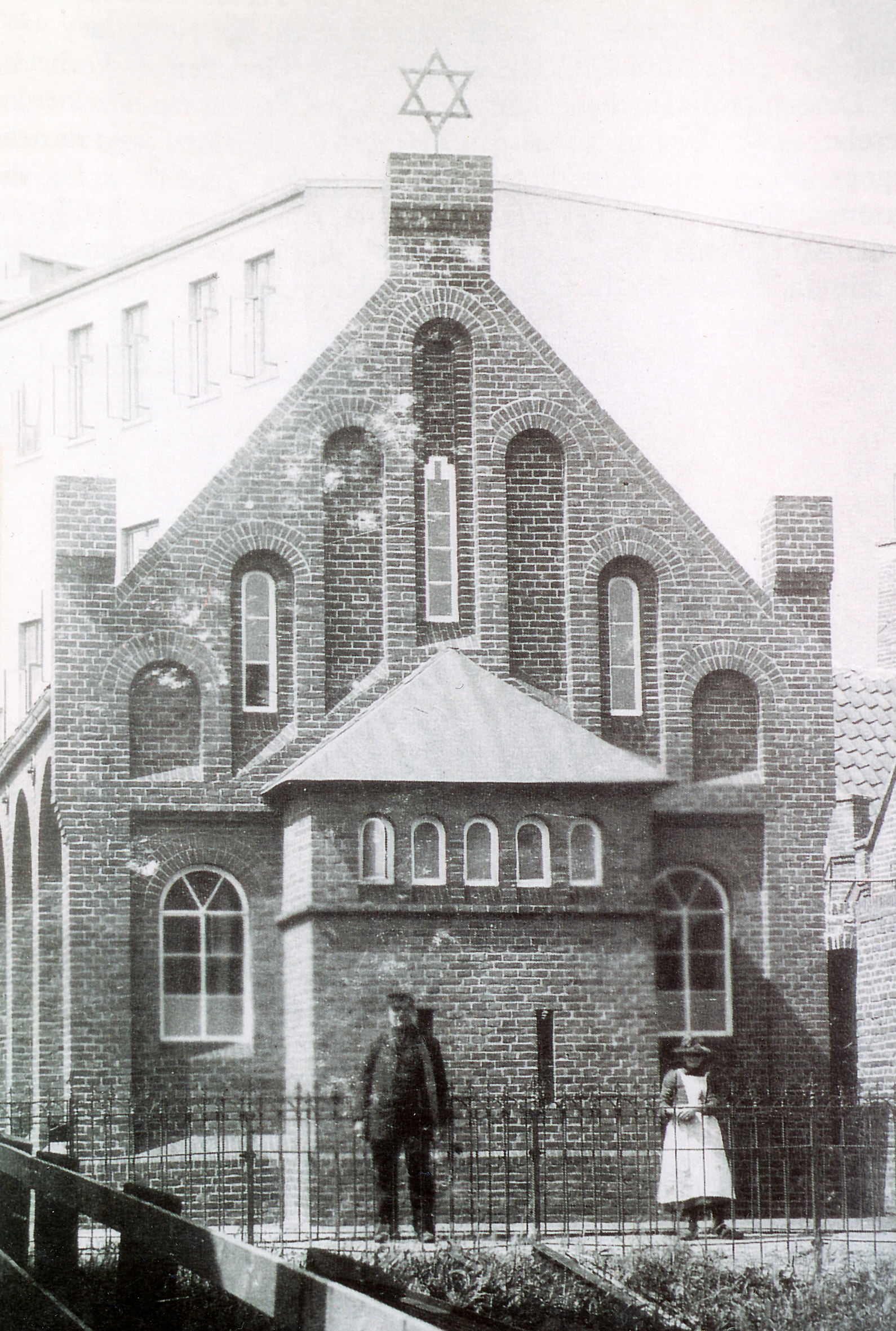
Die Norderneyer Synagoge 1904

Auf Borkum machte sich Ende des 19. Jahrhunderts der Bäder-Antisemitismus breit. In dieser Zeit warben zahlreiche Bäder ungeniert damit, „judenfrei“ zu sein, nachzulesen unter anderem in einem Inselführer für Borkum aus dem Jahr 1897. Das Borkumlied wurde verfasst, welches täglich von der Kurkapelle gespielt und von den Gästen gesungen wurde. Hier heißt es im Refrain:

„An Borkums Strand nur Deutschtum gilt, nur deutsch ist das Panier. Wir halten rein den Ehrenschild Germania für und für! Doch wer dir naht mit platten Füßen, mit Nasen krumm und Haaren kraus, der soll nicht deinen Strand genießen, der muß hinaus, der muß hinaus!“

Borkum war bereits zur Jahrhundertwende eine Hochburg der Antisemiten. An Hotels hingen Schilder mit der Aufschrift „Juden und Hunde dürfen hier nicht herein!“, innen gab es einen „Fahrplan zwischen Borkum und Jerusalem (Retourkarten werden nicht ausgegeben)“. Ein 1910 erschienener Reiseführer über die Nordseebäder riet „Israeliten“ vor allem vom Besuch Borkums ab, „da sie sonst gewärtig sein müssen, von den zum Teil sehr antisemitischen Besuchern in rücksichtslosester Weise belästigt zu werden.“ Noch standen den Juden mit Erholungsinseln wie der Judeninsel Norderney einige Räume weiterhin offen, in denen sie ihren Urlaub weitgehend ungestört von Diskriminierungen verbringen konnten.

## Zionismus
Der Zionismus trat erstmals Anfang des 20. Jahrhunderts in Emden in Erscheinung. 1901 gründeten 35 jüdische Bürger die Ortsgruppe „Lemaan Zion“ der Zionistischen Vereinigung für Deutschland. Wie im übrigen Reich fand diese Bewegung nur bei einem sehr geringen Teil der jüdischen Bevölkerung Anklang. Die Gemeindeleitung um Rabbiner Dr. Löb und Lehrer Selig stand dem Zionismus skeptisch bis ablehnend gegenüber und bezeichnete die Anhänger des Zionismus in Gemeindeversammlungen als „vaterlandslose Gesellen“.

## Weimarer Republik
In den 1920er Jahren stachelte Pastor Ludwig Münchmeyer aus Borkum mit antisemitischen Hasstiraden das Publikum auf; weitere aus der Arbeiterschaft oder dem Handwerk stammenden Agitatoren fanden aufgrund ihrer beruflichen wie sozialen Nähe zum Proletariat vor allem in den größeren Orten gute Resonanz. Ab jetzt häuften sich antisemitische Vorfälle. Im August 1926 kam es auf dem Leeraner Viehmarkt zu Handgreiflichkeiten zwischen Studenten, die ein großes Hakenkreuz an der Jacke trugen, und jüdischen Leeraner Viehhändlern. Die Völkische Freiheitsbewegung verteilte kurz vor Weihnachten 1927 Handzettel, die sich mit eindeutig rassistischem Hintergrund gegen die jüdischen Geschäftsleute richteten. Zu Zeiten der Weltwirtschaftskrise verstärkte sich der Antisemitismus, der sich unter anderem gegen den jüdischen Viehhandel richtete, dem manche in der Zeit der damaligen Agrarkrise mit Vorurteilen und Misstrauen begegneten. Selbst auf Norderney, das vordem wohlhabende jüdische Gäste umworben hatte, wurden Juden in den 1920er Jahren eher geduldet als gern gesehen.

## 1933 bis 1938

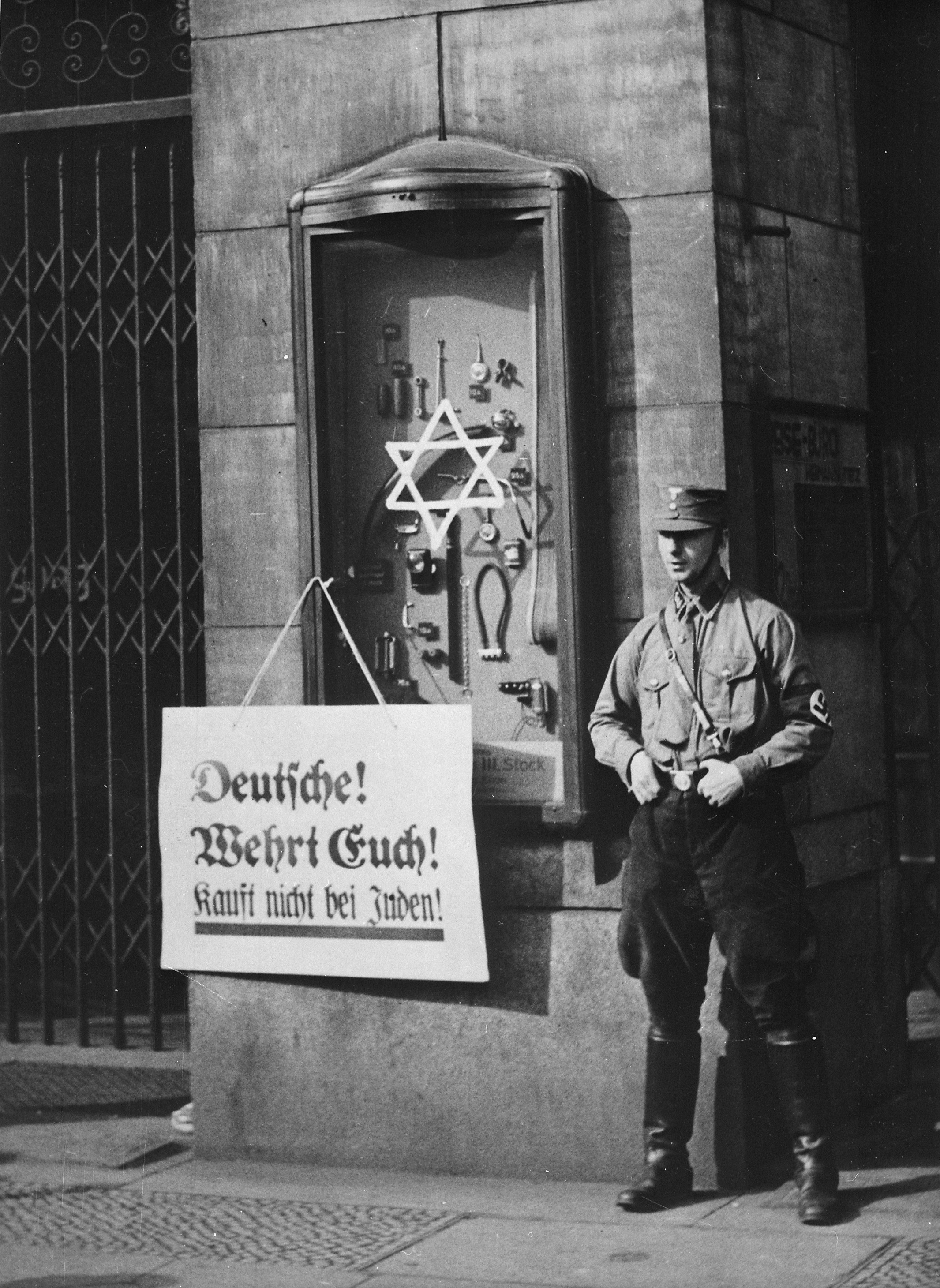
Boykott jüdischer Geschäfte am 1. April 1933

Nach der Machtübernahme der Nationalsozialisten im Jahre 1933 hatten die Juden in Ostfriesland unter Repressionen staatlicher Organe zu leiden. Zwei Monate nach der Machtergreifung und vier Tage früher als in anderen Teilen des deutschen Reiches begann in Ostfriesland der Boykott jüdischer Geschäfte. Am 28. März 1933 postierte sich die SA vor den Geschäften. In der Nacht wurden in Emden 26 Schaufensterscheiben eingeworfen, was die Nationalsozialisten später den Kommunisten anlasten wollten.
Am selben Tag erließ Anton Bleeker, der SA-Standartenführer in Aurich (für Oldenburg-Ostfriesland ab Juli 1934), ein Schächtverbot für alle ostfriesischen Schlachthöfe und ordnete an, die Schächtmesser verbrennen zu lassen. Dies führte zum ersten größeren Zwischenfall am 31. März 1933, als die Synagoge in Aurich von bewaffneten SA-Männern umstellt wurde. Die SA erzwang die Herausgabe der Schächtmesser, um diese anschließend auf dem Marktplatz zu verbrennen. In Weener und Emden fanden ebenfalls öffentliche Verbrennungen der Schächtmesser statt. Die Ostfriesische Tageszeitung (OTZ) veröffentlichte begleitend Hetzartikel wie „Deutscher Volkskampf gegen Israels Weltverschwörung. Judas Stunde hat geschlagen“. Zwar gab es während der eigentlichen Boykott-Tage durchaus noch nicht-jüdische Nachbarn, die heimlich an der Hintertür oder nach Ladenschluss kauften, aber im Großen und Ganzen blieb dies die Ausnahme. War der Antisemitismus bis 1933 eine unbedeutende Randerscheinung in Ostfriesland (die Ausnahme stellte der oben erwähnte Bäder-Antisemitismus auf Borkum dar) geblieben, wurde er nun von der Mehrheit getragen. Die Aufrufe der Nationalsozialisten zum Judenboykott verfehlten ihr Ziel nicht. Ein Auricher Bürger – Wilhelm Kranz, der Gründer der NSDAP-Ortsgruppe – fotografierte die Bürger, welche in jüdischen Geschäften kauften, um sie in den Kdf-Schaukästen an den Pranger zu stellen. Dadurch verschlechterte sich die ökonomische Lage der Inhaber dieser Geschäfte. Eines nach dem anderen musste aufgegeben werden und wurde somit auf dem kalten Wege „arisiert“.
Der Boykott wurde zwar nach einigen Tagen offiziell beendet, die Diskriminierung wurde jedoch mittels Propaganda, Verordnungen und Gesetzen weiter betrieben. Auf dem wöchentlichen Viehmarkt in Weener gab es einen, durch ein Schild gekennzeichneten, „Platz für Juden“. Dort konnten die jüdischen Viehhändler ihr Vieh anbieten. Doch wurde dieser Platz so überwacht, dass sich niemand an diese Ecke heranwagte. Ähnlich sah es auf dem Viehmarkt in Leer aus, dem größten Markt dieser Art. Dort war jetzt ein Teil für Juden abgezäunt. In Norden gab es Übergriffe der SA gegen einen jungen Juden und seine „arische“ Freundin wegen sogenannter „Rasseschändung“, bei denen Zuschauer Beifall klatschen. Wenig später wurde eine weitere junge Frau aufgegriffen, der Beziehungen zu einem Juden vorgeworfen wurde, und man führte sie durch die Stadt. Auf dem Schild, das sie um den Hals tragen musste, war zu lesen: „Ich bin ein deutsches Mädchen und habe mich vom Juden schänden lassen“. Die Ostfriesische Tageszeitung schaltete mehrere Sonderbeilagen unter dem Titel: „Die Juden sind unser Unglück“. Mit dem Aufruf „Volksgenossen, kauft nicht in folgenden jüdischen Geschäften“, führte die Zeitung alle noch in den Orten Ostfrieslands bestehenden Geschäfte Ostfrieslands auf.
Derartige Aktionen lösten reichsweit eine erste jüdische Auswanderungs- und Fluchtwelle aus, die in Ostfriesland zunächst vor allem kleine Orte wie Dornum und Esens erfasste. Dornum verlor 1933 bereits ein Drittel seiner jüdischen Einwohnerschaft. Die Mehrheit verzog innerhalb Deutschlands. In den Städten wie Aurich und Emden war die Abwanderungsquote viel niedriger. Eine verstärkte Abwanderung aus Aurich setzte erst um 1937 ein; dennoch waren bis zur Pogromnacht erst rund ein Viertel der jüdischen Einwohner abgewandert. Unter den schon 1933 geflohenen Juden befand sich auch Max Windmüller, der sich in den Niederlanden unter seinem Decknamen Cor später dem Widerstand der Gruppe Westerweel anschloss und viele jüdische Kinder und Jugendliche rettete. Die Zeitung des „Central-Vereins deutscher Staatsbürger jüdischen Glaubens“ berichtet am 14. Dezember 1933, dass die Kurverwaltung auf der Nordseeinsel Norderney Briefverschlussmarken habe drucken lassen mit der Aufschrift: „Nordseebad Norderney ist judenfrei!“. Zugleich seien von der Kurverwaltung Schreiben an jüdische Zeitungen gesandt worden, in denen es beispielsweise hieß, „dass jüdische Kurgäste auf Norderney nicht erwünscht sind. Sollten Juden trotzdem versuchen, im kommenden Sommer in Norderney unterzukommen, so haben sie selbst die Verantwortung zu tragen. Bei vorkommenden Reibereien müsste die Badeverwaltung im Interesse des Bades und der anwesenden deutschen Kurgäste die anwesenden Juden sofort von der Insel verweisen.“

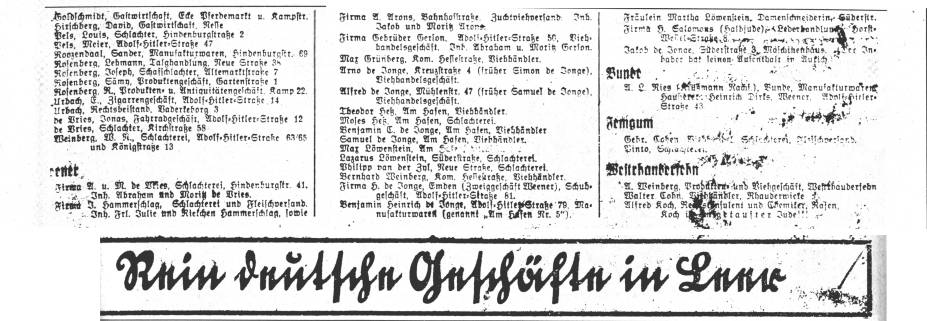
Beilage der ostfriesischen Tageszeitung vom 20. Juli 1935: „Rein deutsche Geschäfte in Leer“

Im Jahre 1935 wurden Kunden jüdischer Geschäfte fotografiert und angeprangert. Dadurch verschlechterte sich die ökonomische Lage der Geschäftsinhaber, so dass ein Geschäft nach dem anderen aufgegeben werden musste und auf diese Weise „arisiert“ wurde. Wer weiterhin mit Juden handelte, musste mit Beschimpfungen, Nachteilen und Anzeigen seitens der Nationalsozialisten rechnen. Eine Anzeige gegen einen Oldersumer Händler ist erhalten geblieben.
Die städtische Badeanstalt an der Kesselschleuse in Emden verwehrte Juden im selben Jahr den Eintritt, weil die Bevölkerung sich angeblich belästigt gefühlt habe. Dennoch sah nur eine Minderheit der ostfriesischen Juden im Verkauf ihres Besitzes und der Emigration einen Ausweg. Die meisten ostfriesischen Juden schwankten noch zwischen Hoffnung und Verzweiflung. Eine exakte und gesicherte Statistik der Aus- und Abwanderung ist wegen der sich teilweise widersprechenden Quellen nicht möglich.
1937 veröffentlichte Heinrich Drees einen Artikel in der Ostfriesische Tageszeitung, in dem er die Verfolgung der Sinti und Juden historisch zu begründen versuchte und schrieb, dass „vagabundierende Juden die Provinz Hannover und Ostfriesland unsicher machen“. Für den Zeitraum von 1765 bis 1803 listete er diverse Durchzüge von Diebesbanden in Ostfriesland auf und unterstellte dabei stets, dass deren Mitglieder „Juden und Zigeuner“ seien. Weiter hieß es: „In den ostfriesischen Städten, besonders in Aurich wurden ständig Vagebundenjagden abgehalten, die im Volksmunde auch ‚Kloppjagden‘ genannt wurden Bei diesen Kloppjagden wurde viel Diebesgut beschlagnahmt und auch viele Juden über die Grenze gejagt.“
Die jüdische Gemeinde in Ostfriesland sah sich veranlasst, Vorkehrungen für eine Unterbringung der älteren Gemeindemitglieder zu treffen. Zusätzlich zum Altenheim in der Schoonhovenstraße (Emden) errichtete sie dafür einen Anbau am Waisenhaus in der Klaas-Tholen-Straße.
Bis zum Novemberpogrom 1938 verließen etwa die Hälfte der im Regierungsbezirk Aurich ansässigen Juden ihre Ostfriesische Heimat.

## Novemberpogrome 1938

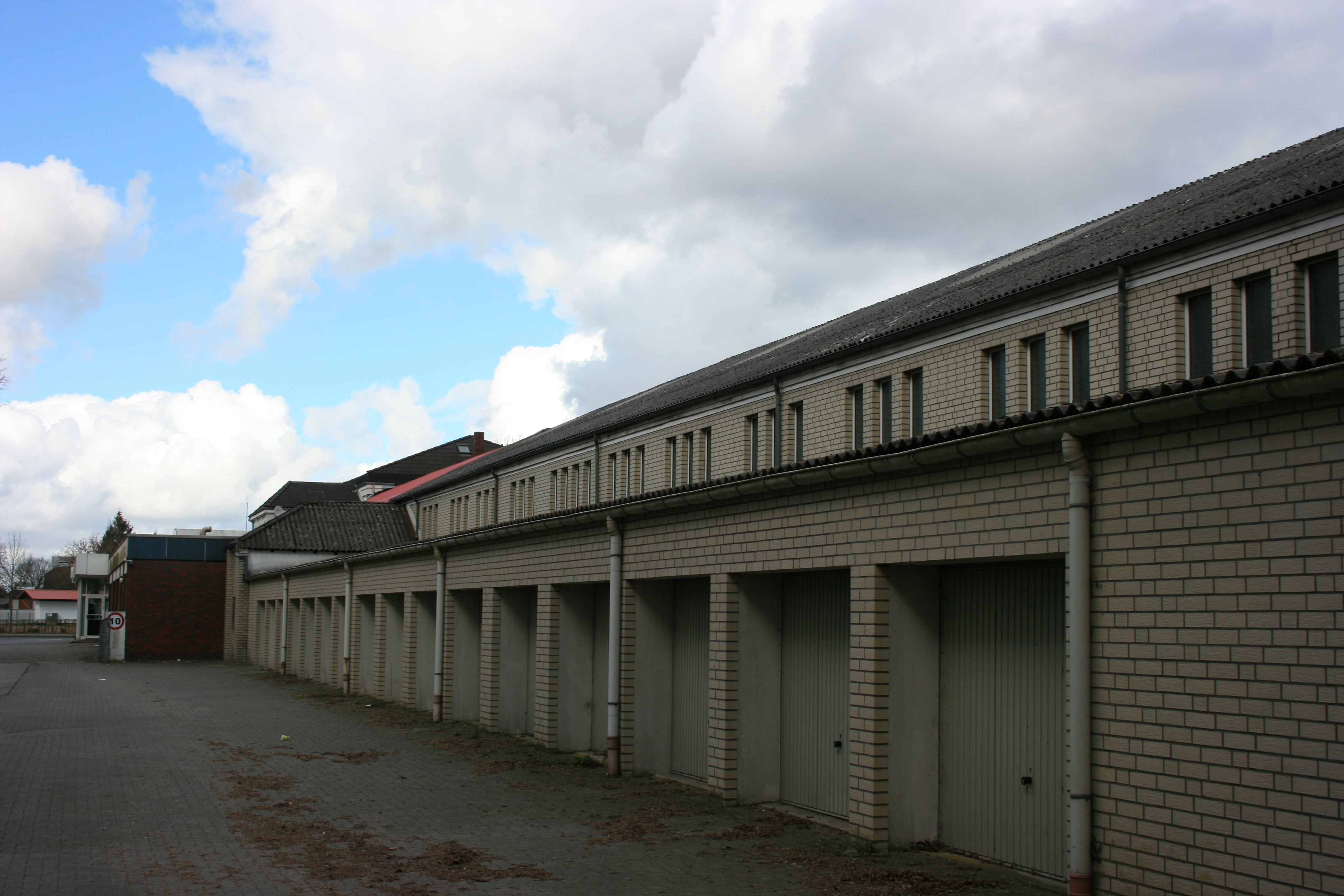
Bullenhalle in Aurich, hier wurden die Juden der Stadt in der Nacht vom 9. auf den 10. November 1938 interniert

Am 7. November 1938 schoss der in Paris lebende siebzehnjährige polnische Jude Herschel Grynszpan in der Deutschen Botschaft auf den der NSDAP angehörenden Legationssekretär Ernst Eduard vom Rath. Dieser erlag am 9. November seinen Verletzungen. Am Abend traf die Nachricht vom Tod vom Raths im Alten Rathaussaal in München ein, wo die nationalsozialistische Führung versammelt war, um des Hitlerputsches 1923 zu gedenken.
Gegen 22 Uhr hielt Goebbels dann vor den versammelten SA und Partei-Führern eine antisemitische Hetzrede, in der er „die Juden“ für den Tod vom Raths verantwortlich machte. Er lobte die angeblich „spontanen“ judenfeindlichen Aktionen im ganzen Reich, bei denen auch Synagogen in Brand gesetzt worden seien, und verwies dazu auf Kurhessen und Magdeburg-Anhalt. Dabei erklärte er, dass die Partei öffentlich nicht als Organisator vorzunehmender antijüdischer Aktionen in Erscheinung treten solle, diese aber nicht behindern werde.
Die anwesenden Gauleiter und SA-Führer verstanden Sinn dieser Botschaft. Es war eine indirekte, aber unmissverständliche Aufforderung zum organisierten Handeln gegen jüdische Häuser, Läden und Synagogen. Nach Goebbels’ Rede telefonierten sie gegen 22:30 Uhr mit ihren örtlichen Dienststellen. Danach versammelten sie sich im Hotel „Rheinischer Hof“, um von dort aus weitere Anweisungen für Aktionen durchzugeben. Goebbels selbst ließ nach Abschluss der Gedenkfeier nachts Telegramme von seinem Ministerium aus an untergeordnete Behörden, Gauleiter und Gestapostellen im Reich aussenden. An diesem Tag gab es zwei Befehlsstränge in Ostfriesland, die zum Teil zusammenarbeiteten, zum Teil aber auch gegensätzlich agierten. Die SA (1. Befehlsstrang) wollte ganz offen in Uniform auftreten und die NSDAP Gauleitung (2. Befehlsstrang) wollte die Aktionen wie einen spontanen Ausbruch des Volkszorns aussehen lassen, daher gab sie einen Befehl heraus, alle Aktionen in „Räuberzivil“ auszuführen. Für Nordwestdeutschland erteilte der in München anwesende Gauleiter Carl Röver über die NSDAP-Gauleitung um 22:30 Uhr den Befehl zu den Aktionen.
Die wichtigere Befehlskette für die Aktionen lief jedoch über die SA-Dienststellen. Der ebenfalls in München anwesende Führer der SA-Gruppe Nordsee (mit Sitz in Bremen), Obergruppenführer Johann Heinrich Böhmcker, gab telefonisch den Befehl durch, der die örtlichen SA-Stürme mobilisierte:

„Sämtliche jüdische Geschäfte sind sofort von SA-Männern in Uniform zu zerstören. Nach der Zerstörung hat eine SA-Wache aufzuziehen, die dafür zu sorgen hat, dass keinerlei Wertgegenstände entwendet werden können. […] Die Presse ist heranzuziehen. Jüdische Synagogen sind sofort in Brand zu stecken, jüdische Symbole sind sicherzustellen. Die Feuerwehr darf nicht eingreifen. Es sind nur Wohnhäuser arischer Deutscher zu schützen, allerdings müssen die Juden raus, da Arier in den nächsten Tagen dort einziehen werden. […] Der Führer wünscht, dass die Polizei nicht eingreift. Sämtliche Juden sind zu entwaffnen. Bei Widerstand sofort über den Haufen schießen. An den zerstörten jüdischen Geschäften, Synagogen usw. sind Schilder anzubringen, mit etwa folgendem Text: ‚Rache für Mord an vom Rath. Tod dem internationalen Judentum. Keine Verständigung mit Völkern, die judenhörig sind.‘ Dies kann auch erweitert werden auf die Freimaurerei.“

In Emden erhielt NS-Kreisleiter Bernhard Horstmann um 22:30 Uhr einen Anruf von der Gauleitung in Emden. Dieser beriet sich danach mit weiteren Parteifunktionären, um die Aktionen der Nacht zu koordinieren.

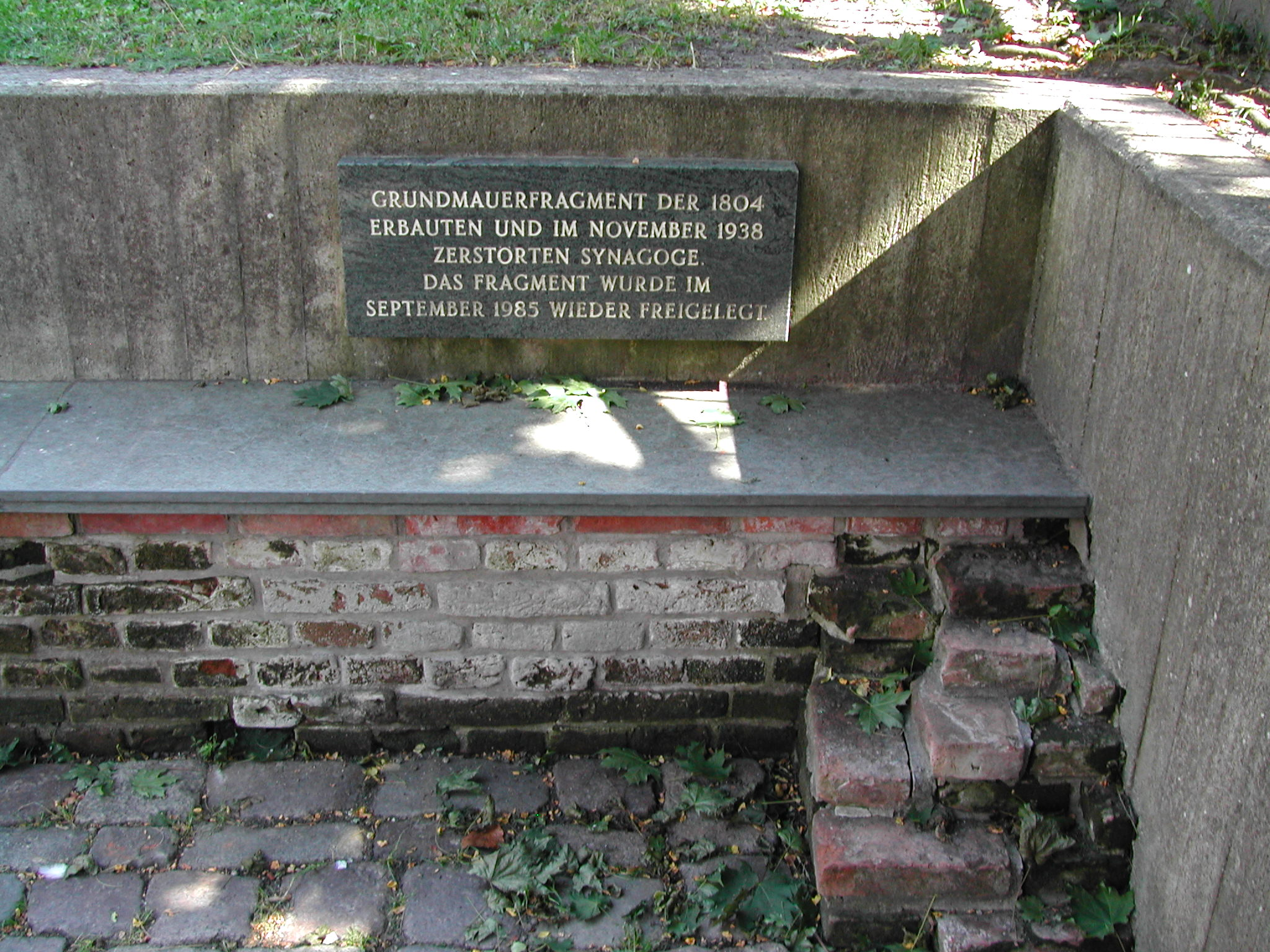
Die Grundmauern der 1938 zerstörten Norder Synagoge

Der Kreisleiter von Norden wurde erst um Mitternacht von dem zufällig in Emden anwesenden Gauhauptstellenleiter Meyer erreicht. Dieser teilte ihm mit, dass der zuständig SA-Führer in Norden, Sturmbannführer Wiedekin, nicht erreichbar sei. Ewerwien sollte dies persönlich in die Hand nehmen. Nachdem dieser zunächst untätig geblieben war, wurde er gegen 1 Uhr in der Nacht direkt von Oldenburg aufgefordert, Wiedekin zu wecken. Wiedekin gab nach der Alarmierung der SA den Befehl an die ihm unterstellte SA in Dornum weiter.
Erich Drescher, Bürgermeister der Stadt Leer, wurde von der Gauleitung Oldenburg zu Hause angerufen und in groben Zügen über die geplanten Aktionen informiert. Zusammen mit seinem Neffen, der zufällig zu Besuch weilte, wurde er von seinem Fahrer Heino Frank zum Rathaus gebracht, wo er mit dem Standartenführer Friedrich Meyer eine Unterredung führte, die der Abstimmung der Aufgabenbereiche diente. Beide wurden in dieser Nacht wahrscheinlich unabhängig voneinander über die Vorgänge informiert. Meyer begab sich nach dem Gespräch nach Weener, um hier den Befehl an den Führer der SA, Sturmbannführer Lahmeyer, weiterzugeben.
Die Befehlskette von Aurich lief über SA-Sturmbannführer Eltze aus Emden. Dieser alarmierte zunächst den Auricher Kreisleiter Heinrich Bohnens, um sich anschließend in Begleitung eines SA-Trupps nach Aurich zu begeben und dort gemeinsam mit Bohnens alle weiteren Aktionen zu veranlassen.
Die SA-Führer von Esens (SA-Obersturmführer Hermann Hanss), Wittmund (SA-Sturmführer Georg Knoostmann) und Neustadtgödens (SA-Sturmführer Friedrich Haake) wurden von der SA-Standarte Emden telefonisch instruiert.
Nun begannen in allen ostfriesischen Orten mit jüdischer Bevölkerung die organisierten Pogrome, die später als „Reichskristallnacht“ oder Novemberpogrome 1938 bezeichnet wurden. Zerstört wurden in dieser Nacht die Synagogen von Aurich, Emden, Esens, Leer, Norden und Weener. Die Synagoge in Bunde war schon vor 1938 an den Kaufmann Barfs verkauft worden. Die Synagoge von Jemgum war bereits um 1930 verfallen. In Neustadtgödens hatte ein Kaufmann das Gebäude 1938 erworben und nutzte das Gebäude als Farblager, weshalb die Nazis wahrscheinlich kein Feuer legten. Das erhaltene Gebäude wird heute als Erinnerungsort und Museum genutzt. Die Synagoge von Norderney wurde 1938 verkauft. Heute wird sie baulich verändert als Restaurant genutzt. Die Synagoge Wittmund war im Juni 1938 auf Abbruch verkauft worden. Erhalten ist heute nur noch die Synagoge von Dornum, welche am 7. November 1938 an einen Tischler verkauft wurde.
In Emden starb ein Jude an den Folgen eines Lungendurchschusses, den ihm die SA in der Pogromnacht beigebracht hatte. Alle Juden wurden zusammengetrieben und verhaftet, Frauen und Kinder jedoch bald wieder entlassen. Die männlichen Juden mussten unter Schikanen ihrer Bewacher Aufräum-Arbeiten verrichten, ehe sie nach Oldenburg überführt wurden. In Oldenburg wurden sie in der Polizeikaserne am Pferdemarkt (heute Landesbibliothek) zusammengetrieben. Dort trafen auch die jüdischen Oldenburger ein, die am 10. November in einem beschämenden Marsch durch die Innenstadt zum Gerichtsgefängnis getrieben worden waren. 

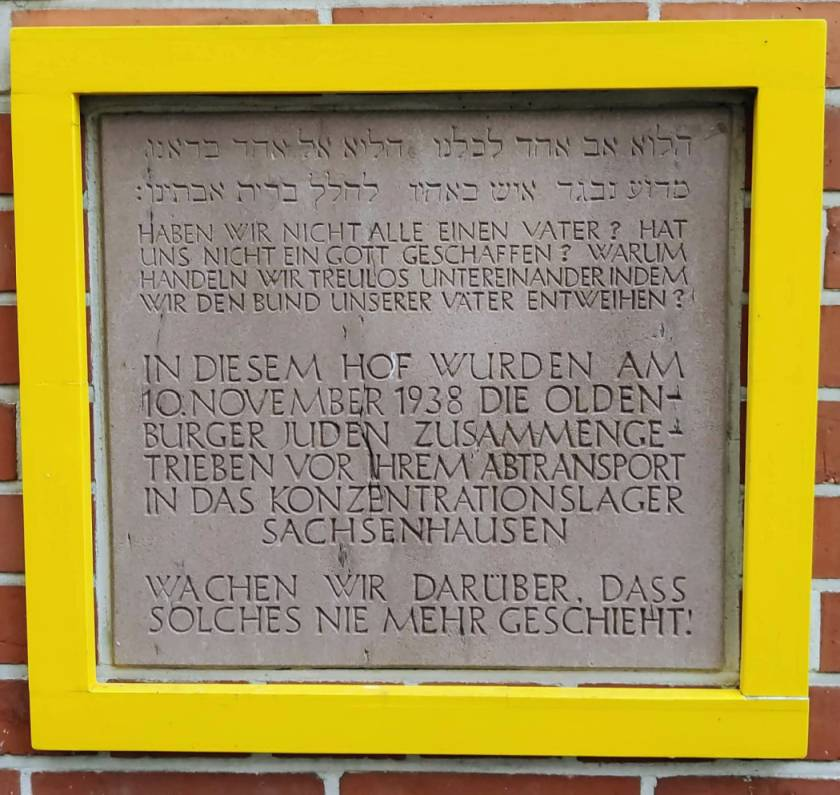
Gedenktafel an die Deportation Oldenburger Juden 1938 (ehem. Polizeikaserne Pferdemarkt)

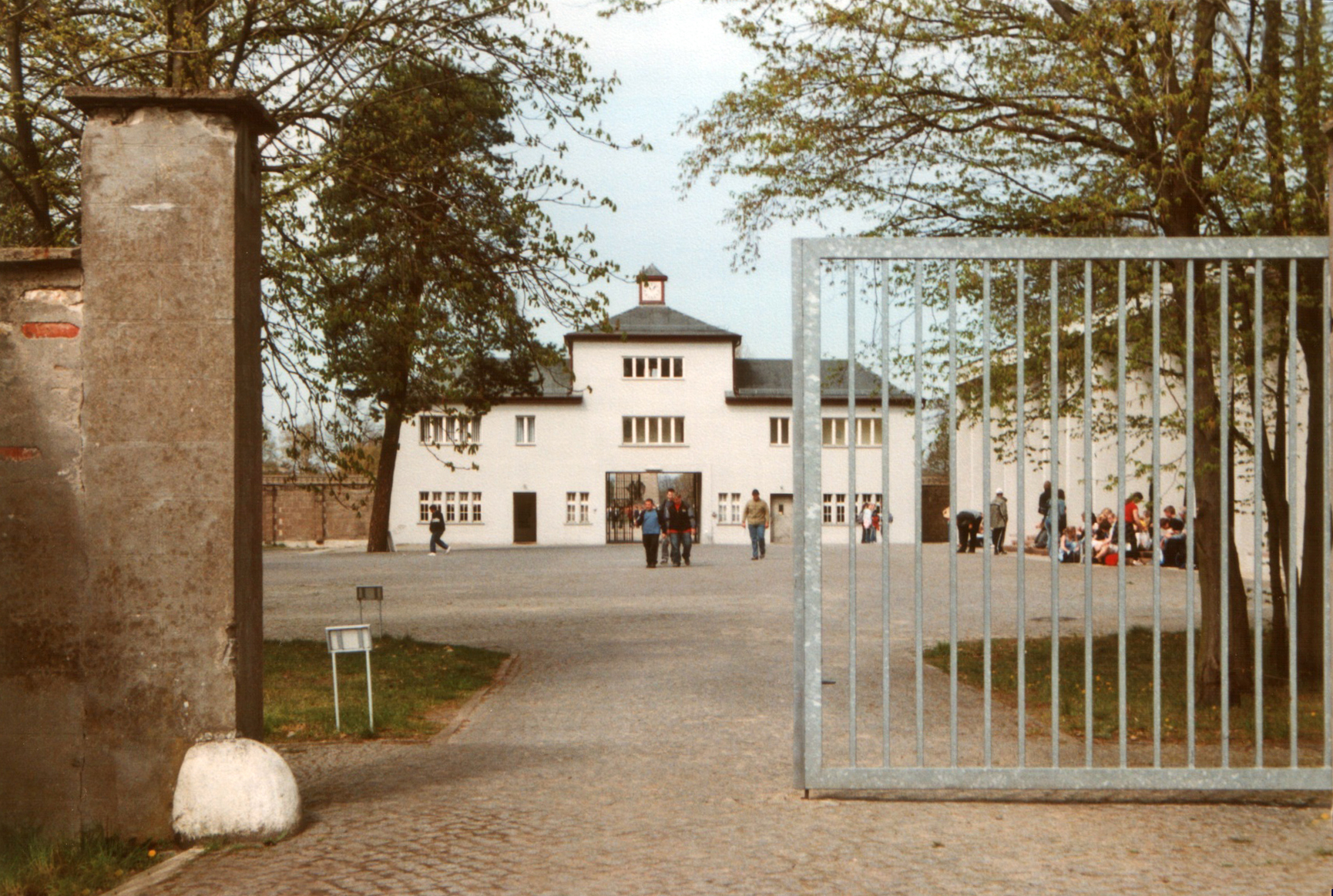
Konzentrationslager Sachsenhausen: Eingang zum Lager – Turm A

Noch am 11. November wurden etwa 1.000 jüdische Ostfriesen, Oldenburger und Bremer mit dem Zug über Berlin nach Oranienburg gebracht. Hier wurden sie in der folgenden Nacht von SA-Männern aus den Zügen und anschließend im Laufschritt in das etwa 2 km entfernte Konzentrationslager Sachsenhausen getrieben. Auf dem Weg zum Lager waren schon vier Tote zu beklagen. Anschließend mussten die Juden 24 Stunden auf dem Sammelplatz stehen und wurden dann in eine Baracke geführt, wo sie sich vollkommen zu entkleiden hatten. Geld und Wertsachen wurden ihnen gegen Quittung abgenommen und ein Personalbogen musste ausgefüllt werden, der, wie sich der Oldenburger Landrabbiner Leo Trepp erinnerte, zwei Vermerke hatte: Entlassen am …, gestorben am ….
Die Juden blieben bis Dezember 1938 oder Anfang 1939 inhaftiert. Ihre Freilassung erfolgte erst, nachdem sie sich zur Auswanderung verpflichtet hatten.

## Exodus, Vertreibung und Ermordung
Die jüdischen Gemeinden waren nicht mehr Körperschaften öffentlichen Rechts, sondern wurden als „Jüdische Kultusvereinigungen e. V.“ in das Vereinsregister eingetragen. Am 12. und 13. Februar 1940 versuchte die Gestapo, die noch in Ostfriesland verbliebenen Juden in das besetzte Polen abzuschieben. Die Organisation gab das Vorhaben wegen fehlender Transportkapazitäten auf. Zudem gab es eine massive Intervention der Vertreter der Reichsvereinigung der Juden in Deutschland gegen das Vorhaben.
Eine Initiative ostfriesischer Landräte und des Magistrats der Stadt Emden führte schließlich Ende Januar 1940 zu der Weisung der Gestapo-Leitstelle Wilhelmshaven, wonach Juden Ostfriesland bis zum 1. April 1940 verlassen sollten. Lediglich Personen über 70 Jahre war ein Aufenthalt im jüdischen Altenheim in Emden gestattet. Im April 1940 meldeten die ostfriesischen Städte und Landgemeinden dem Regierungspräsidenten, früher als anderswo im Reich, dass sie „judenfrei“ seien. Die ostfriesischen Juden mussten sich andere Wohnungen innerhalb des deutschen Reiches (mit Ausnahme Hamburgs und der linksrheinischen Gebiete) suchen. Zwischen Januar und März 1940 wurden auf Weisung der Gestapo Wilhelmshaven 843 Juden aus dem Regierungsbezirk Aurich und dem Land Oldenburg zum Verlassen ihrer Wohnorte und Umsiedlung in andere Regionen Deutschlands gezwungen.
Ostfriesland wurde für judenfrei erklärt und war es de facto auch. Reste der jüdischen Bevölkerung konnten im jüdischen Altersheim in Emden ihr Leben fristen. 1941 gehörte Emden zu den ersten 12 Städten im Reich, aus denen Juden in den Osten deportiert wurden. Wenige Tage nach dem Beginn der systematischen Deportationen im Oktober 1941, am 23. Oktober, wurden 122 Emder Juden in das Ghetto Łódź verschleppt. 23 Personen wurden noch aus dem jüdischen Altenheim in Emden in das jüdische Altenheim in Varel (Oldenburg) verlegt und von dort aus im Juli 1942 nach Theresienstadt deportiert. Nur einige wenige Juden, die in sogenannter Mischehe lebten, blieben während des Krieges in Ostfriesland wohnen.
Ein sehr großer Teil der Juden des Weser-Ems-Gebietes, die bereits im Frühjahr 1940 in andere Teile des Reiches vertrieben worden waren, wurde am 18. November 1941 nach Minsk deportiert und dort fast ausnahmslos bis Juli 1942 „durch Arbeit vernichtet“ oder ermordet. In Minsk-Stadt sind am 28. und 29. Juli 1942 rund 10.000 Juden (davon ca. 6.500 russische Juden) liquidiert worden, darunter vermutlich auch Juden aus Ostfriesland.
Viele Juden aus Ostfriesland waren bis zum Ende des Zweiten Weltkrieges emigriert, der Großteil wurde aber von den Nationalsozialisten und ihren Helfershelfern umgebracht. Eine genaue Zahl der Ermordeten ist nicht zu ermitteln; es kann von einer Zahl von 1000 getöteten Juden in Ostfriesland ausgegangen werden, was etwa die Hälfte der 1925 in Ostfriesland gezählten Juden (2146) bedeutet.
Ab 1943 fuhr jeden Dienstag ein Güterzug aus dem Durchgangslager Westerbork eine große Gruppe Häftlinge über Assen, Groningen und den Grenzbahnhof Nieuweschans nach „Osten“, überwiegend in die Vernichtungslager Auschwitz-Birkenau und Sobibór. Die Fahrt dauerte ungefähr drei Tage. Der Zug wurde bis Nieuweschans von niederländischem Bahnpersonal unterstützt, und ab dort von deutschem Personal übernommen. In Leer hatten diese Züge meistens zwei bis drei Stunden Aufenthalt an Gleis 14 des Hauptbahnhofs inmitten der Stadt. Dort wurden sie von SS-Männern mit Maschinenpistolen bewacht.

## Exodus-Flüchtlinge in Ostfriesland

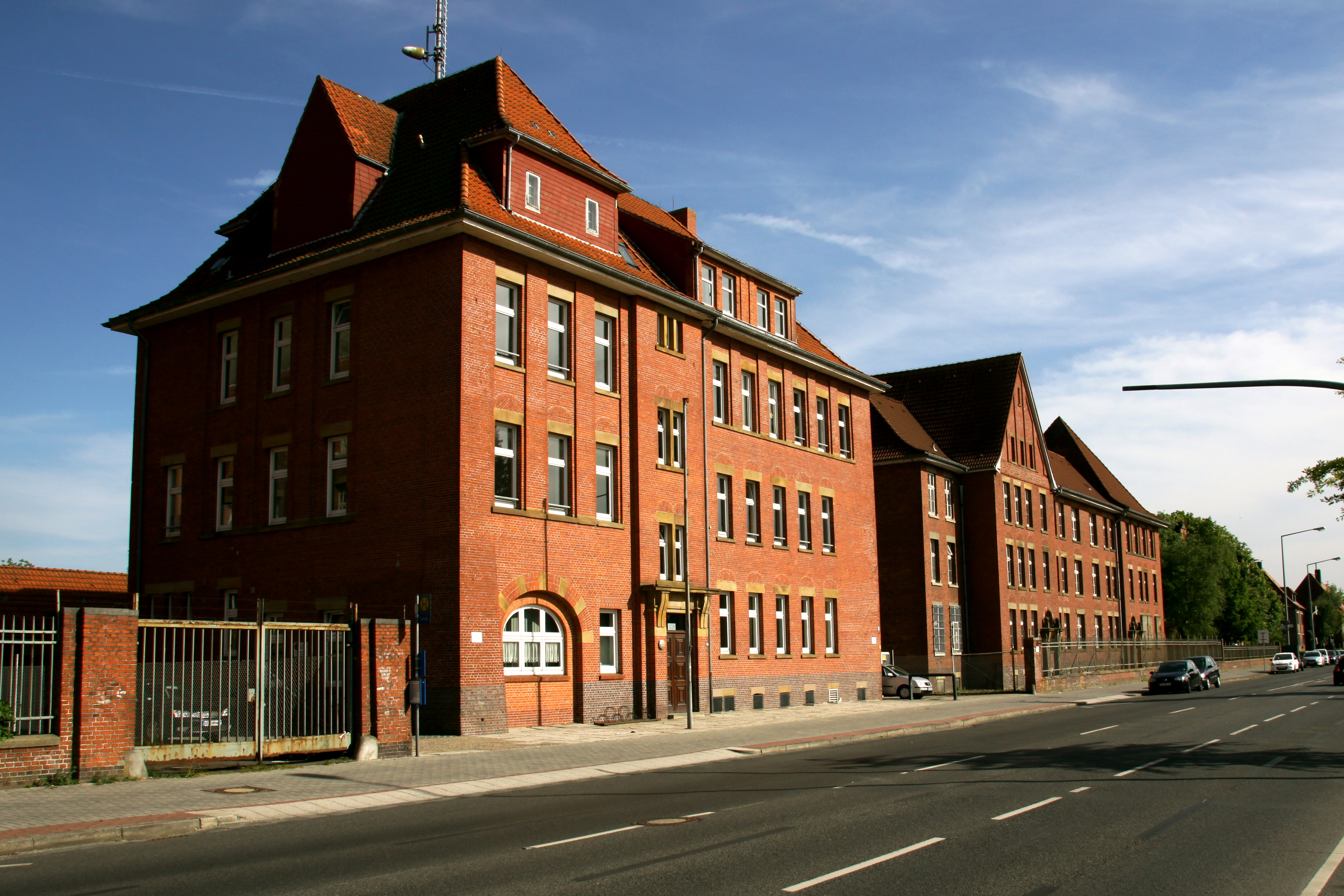
Die ehemalige Karl von Müller-Kaserne in Emden. 1947 waren dort mehrere Hundert jüdische Exilanten einquartiert.

Die Exodus war ein Immigrantenschiff, das 1947 eine entscheidende Rolle bei der Vorgeschichte der Staatsgründung Israels spielte: Am 11. Juli begann das Schiff mit 4.515 Passagieren die Überfahrt in Sète, Frankreich. Die Fahrt wurde von Anfang an vom britischen Geheimdienst überwacht. Am 18. Juli wurde die Exodus vor Haifa von der britischen Marine in internationalen Gewässern aufgebracht; im heftigen Widerstand starben drei der Mannschaftsmitglieder und viele wurden verletzt. Die Rückführung der Immigranten hatte für die britische Administration hohe Priorität, da sie hoffte, damit ein Zeichen zu setzen und die Einwanderung zu stoppen. Die Maßnahme wurde von ihr „Operation Oasis“ genannt.
Im Hafen von Haifa wurden die erschöpften Passagiere auf drei Gefangenenschiffe (Ocean Vigour, Runnymede Park und Empire Rival) verladen und zurück nach Frankreich geschickt. Dort trafen sie am 29. Juli ein. Obwohl die Situation an Bord menschenunwürdig war, weigerten sich die meisten Passagiere drei Wochen lang, die Schiffe zu verlassen. Um den Widerstand zu brechen, drohte die britische Verwaltung, die Passagiere nach Deutschland zu bringen. Nachdem diese Maßnahme keinen Erfolg gezeigt hatte, stachen die Schiffe am 22. August erneut in See. Da der Druck auf die britische Regierung wuchs und sie die Entscheidung zu einer Deportation nach Deutschland noch einmal diskutieren wollte, machten die Schiffe Ende August einen fünftägigen Zwischenstopp in Gibraltar.
Am 30. August fuhren sie weiter und erreichten am 8. September den Hamburger Hafen. Dort wurden die Passagiere vor den Augen der internationalen Presse mit Gewalt von Deck gebracht und in die Lager „Pöppendorf“ und „Am Stau“ bei Lübeck, die zuvor zur Versorgung von Wehrmachtsangehörigen und Displaced Persons gedient hatten, verbracht. Zur Internierung der Passagiere wurden sie mit Stacheldraht und Wachtürmen zu Gefangenenlagern ausgebaut. Die internationalen Reaktionen auf diesen Umgang mit den Menschen waren verheerend. Selbst US-Präsident Harry S. Truman schaltete sich ein, um die britische Regierung zum Umdenken zu bewegen. Auch innerhalb der Lager ging der Widerstand weiter, was die Verwaltung unter anderem mit Kürzung der Lebensmittelrationen bestrafte.
1947 wurden 2.342 bis dahin im Lager „Pöppendorf“ internierte Juden mit Zügen in ehemalige Kasernen nach Emden transportiert. In den Monaten nach der Umquartierung verließen viele Menschen die Lager in Ostfriesland; im April 1948 lebten dort nur noch 1.800 Personen von den einst rund 4.000 nach Niedersachsen gebrachten jüdischen Menschen.
Am 14. Mai 1948 wurde der Staat Israel ausgerufen. Darum entfielen bald die Einwanderungs-Restriktionen. Mitte Juli 1948 wurde das Emder Lager nach fast achtmonatiger Belegung geräumt. Die noch in Emden verbliebenen Flüchtlinge wurden in andere Lager überführt, von wo aus sie die Reise nach Israel antraten.

## Jüdisches Leben in Ostfriesland nach 1945
Die jüdischen Einwohner (und mit ihnen die jüdische Kultur) verschwanden im Jahre 1942 aus Ostfriesland. Nur 13 Juden kehrten bis 1947 nach Emden zurück. Sie gründeten 1949 eine neue Synagogengemeinde als Verein. Dieser löste sich im Jahre 1984 auf, da er nur noch aus einem Mitglied bestand.
Die letzte Beerdigung auf dem jüdischen Friedhof in Emden fand im Jahre 2004, in Aurich im Jahre 2007, statt. Heute leben kaum noch Menschen jüdischen Glaubens in Ostfriesland, die Religion wird daher nicht öffentlich praktiziert. Die wenigen ostfriesischen Juden sind Teil der jüdischen Gemeinde in Oldenburg. In den ehemaligen ostfriesischen Synagogengemeinden bildeten sich Arbeitskreise, die das Geschehene aufarbeiteten und Überlebende einluden. Denkmäler wurden errichtet und die jüdischen Friedhöfe instand gesetzt.

## Juristische Aufarbeitung
Nach dem Ende der nationalsozialistischen Herrschaft wurden vor allem in den Jahren 1949/50 Strafprozesse in Zusammenhang mit den Novemberpogromen geführt. Diese Prozesse gab es für nahezu alle Orte mit ehemaligen Synagogengemeinden mit Ausnahme von Dornum und Jemgum, wo die staatsanwaltlichen Ermittlungen für eine Anklage nicht ausreichten. In Aurich wurde von vier Angeklagten einer freigesprochen, die drei anderen wurden zu Gefängnisstrafen von drei Jahren, einem Jahr und zehn Monaten verurteilt.
In Leer fanden 1948 bis 1950 Strafgerichtsprozesse gegen verschiedene verantwortliche Personen aus dem Landkreis Leer statt, darunter auch gegen Oldersumer. Sie endeten mit vergleichsweise milden Urteilen. Die meisten der verhängten Freiheitsstrafen mussten aufgrund von Amnestiebestimmungen nicht angetreten werden; viele Verantwortliche wurden gerichtlich nicht belangt. In Norden wurden die Prozesse gegen die Hauptverantwortlichen 1948 und 1951 geführt. Das Gericht verhängte in beiden Prozessen Freiheitsstrafen zwischen ein und vier Jahren bei sieben Freisprüchen und 13 Verfahrenseinstellungen.

## Synagogenwesen

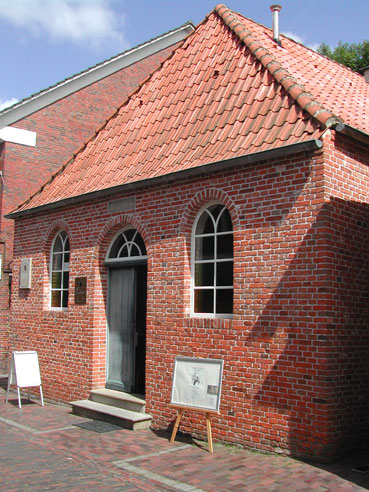
Die ehemalige Synagoge Dornum

Die Aufsicht über die 11 ostfriesischen Synagogengemeinden (und die Außenstelle der Norder Gemeinde auf Norderney) nahmen die Magistrate der Städte oder Vertretungen der Gemeinden/Flecken, die Regierung/Landdrostei in Aurich und das Landesrabbinat in Emden. Der Landesrabbinatsbezirk Ostfriesland umfasste die Gebiete des ehemaligen Fürstentums. 1844 wurde das Landesrabbinat um den Bezirk Osnabrück erweitert. Der Bezirk Stade wurde gegen Ende des 19. Jahrhunderts für 10 Jahre ebenfalls von Emden verwaltet. Wilhelmshaven war nach Gründung einer eigenen Gemeinde ebenfalls Teil des Landesrabbinatsbezirkes Ostfriesland. In Ostfriesland waren folgende Landesrabbiner tätig:
| Amtsperiode   | Landesrabbiner                 |
| ------------- | ------------------------------ |
| 1827–1839     | Abraham Lewy Löwenstamm        |
| 1841–1847     | Samson Raphael Hirsch          |
| 1848–1850     | Joseph Isaaksohn               |
| ca. 1852–1870 | H. Hamburger                   |
| 1870–1874     | Kroner (Interim)               |
| 1874–1892     | Peter Buchholz                 |
| ca. 1893–1911 | J. Löb                         |
| 1911–1912     | Lewinsky, Hildesheim (Interim) |
| 1912–1921     | M. Hoffmann                    |
| ab 1922       | Dr. Samuel Blum                |

Nächsthöhere Instanz in der Provinz Hannover war das Landrabbiner-Kollegium in Hannover, das aus den Landesrabbinaten Hannover, Hildesheim sowie Emden bestand und bei Bedarf zusammentrat.

## Bildungswesen
Bis zum Untergang der Jüdischen Gemeinden in der Zeit des Nationalsozialismus gab es in Ostfriesland bis zu zehn jüdische Elementarschulen. Diese wurden von den Gemeinden in Aurich, Bunde, Emden, Esens, kurzfristig auch in Jemgum, Leer, Neustadtgödens (von 1812 bis 1922), Norden, Weener und Wittmund unterhalten. Die jüdischen Schulen litten unter stark schwankenden Schülerzahlen und konnten den Regelbetrieb deshalb nicht immer aufrechterhalten, weshalb einige Schulen sich auf den Religionsunterricht beschränkten. Der Elementarunterricht dann in den öffentlichen Schulen statt. Dieser Trend verstärkte sich im 19. Jahrhundert. Zu dieser Zeit sandten liberal gesinnte jüdische Bürger, denen eine gute Bildung ihres Nachwuchses wichtig war, auf weiterführende Schulen in den Städten.
Die ersten jüdischen Lehrer in Ostfriesland lebten häufig in den Haushalten von Eltern, deren Kinder sie unterrichteten. Dadurch benötigten sie keinen eigenen Geleitbrief, mussten aber bei der preußischen Kriegs- und Domänenkammer in Aurich angemeldet werden erhielten eine Duldung für vier Jahre. Im Anschluss mussten sie sich einen neuen Haushalt suchen, der sie anstellte und dessen Vorstand sie erneut anmelden musste. Den Lehrern war es verboten, zu heiraten oder einem anderen Beruf nachzugehen. Wer dennoch heiratete, mussten mit der Ausweisung aus Ostfriesland rechnen, denn für den Erwerb eines Geleits fehlte den Lehrern, deren Situation bis zur Mitte des 19. Jahrhunderts prekär war, die Mittel.
Die erste jüdische Elementarschule Ostfrieslands eröffnete die jüdische Gemeinde in Leer 1803 auf Empfehlung der Kriegs- und Domänenkammer in Aurich.
Mit dem Beginn der französischen Landesherrschaft änderte sich die Situation ab 1815. Nach französischem Vorbild betreute ein Großrabbiner (grand-rabbin) die Gemeinden im Konsistorialbezirk. Er amtierte ab 1827 als Landesrabbiner. Dieser kontrollierte und lenkte unter der Aufsicht der Landdrosten von Aurich und Osnabrück die Schulen der jüdischen Gemeinden in diesen Landdrosteibezirke und hatte damit die gleichen Befugnisse, wie das königliche Konsistorium, das als Behörde einer Landdrostei die Aufsicht gegenüber den christlichen Kirchengemeinden und deren Schulen innehatte. Damit konnte der Landesrabbiner direkt in die Schulorganisation der ihm unterstellten Gemeinden eingreifen. Nach 1815 wurde die Schulträgerschaft im Königreich Hannover grundsätzlich an die christlichen und jüdischen Gemeinden übertragen und ab 1842 das jüdische Schulwesen neu geregelt. Die Gemeinden waren danach für Organisation und Verwaltung sowie Bezahlung der Lehrkräfte verantwortlich und wurden verpflichtet, nur qualifiziertes Personal einzustellen. Unterrichtssprache hatte laut einem Dekret von 1831 Deutsch zu sein. Daneben wurden beispielsweise in Aurich die Fächer Hebräisch, Pentateuch in der Ursprache, Biblische Geschichte und Religionskenntnisse, Deutschlesen, Gebete in der Ursprache, Orthografie, Deutsche Grammatik, Schreiben, Rechnen, Geographie und Weltgeschichte unterrichtet. Einwände gegen die Lehrpläne gab es vonseiten der hannoverschen Behörden nicht.
In Emden eröffnete die Jüdische Gemeinde ihre erste Schule 1841 in einem Gebäude in der Judenstraße (der heutigen Max-Windmüller-Straße), in Aurich begann der Unterricht im Jahre 1843. In Weener wurde die jüdische Schule 1853 errichtet und bis 1924 genutzt.
Bis Mitte des 19. Jahrhunderts betrachtete das Königreich Hannover die Lehramtsprüfung, Anstellung und Entlassung der Lehrkräfte, Schulaufsicht und Lehrpläne als innerjüdische Angelegenheit. Ab 1848 übernahmen lokale Behörden und die Landesrabbiner die Oberaufsicht über die Schulen. Die Finanzierung der Lehrkräfte oblag weiter den Gemeinden. Im November 1848 nahm die Jüdische Lehrerbildungsanstalt in Hannover ihre Arbeit auf. Lehramtsanwärter erhielten dort Unterricht in den religiösen Fächern Bibelkunde, Religionslehre, jüdischer Geschichte und Hebräisch, sowie in Deutsch, Geschichte, Naturgeschichte, Geographie, Schreiben, Rechnen, Zeichnen und Gesang. Nach der Annexion des Königreiches Hannover durch Preußen 1866 wurde Ostfriesland erneut preußisch. An der Schulsituation änderte das zunächst nichts Preußen übernahm die Verwaltungsstrukturen des annektierten Welfenstaates und veränderte sie nur allmählich. Dem Landrabbiner oblag damit weiterhin die Oberaufsicht über die jüdischen Schulen. Er selbst war dem königlichen Konsistorium, einer für Schul- und Kirchenwesen zuständigen Behörde der Landdrostei, später der königlichen Regierung zu Aurich untergeordnet. Die Schulträgerschaft blieb Aufgabe der jüdischen Gemeinden. An einigen staatlichen Schulen war während des Ersten Weltkriegs wegen Lehrermangels der reguläre Schulbetrieb gefährdet. In dieser Zeit übernahm der jüdische Lehrer Lasser Abt den Unterricht an der staatlichen Volksschule in Leer, während die jüdische Volksschule geschlossen blieb. Den umgekehrten Fall gab es in Neustadtgödens. Während der dortige jüdische Lehrer Kriegsdienst leistete, unterrichtete ein katholischer Geistlicher die jüdischen Schüler. Der Religionsunterricht wurde allerdings grundsätzlich von einem jüdischen Religionslehrer erteilt.
In der Zeit der Weimarer Republik änderte sich an der Organisation des jüdischen Schulwesens nur wenig. Nach der Machtübernahme der Nationalsozialisten im Jahre 1933 hatten die Juden in Ostfriesland unter Repressionen staatlicher Organe zu leiden. Auch die Schüler an deutschen weiterführende Schulen waren innerhalb ihrer Klassen der Isolierung und Diskriminierung ausgesetzt und wurden mit der Verkündung der Nürnberger Rassegesetze 1935 von den Schulen verwiesen. Die jüdischen Schulen in Ostfriesland wurden rechtlich zu Privatschulen, die ab 1937 der Reichsvereinigung der deutschen Juden. Sie erließ für die Israelitischen Schulen einen Lehrplan, der auch die Vorbereitung auf die Auswanderung, insbesondere nach Palästina, enthielt. In der Folgezeit schrumpften die Schülerzahlen durch Abwanderung. Bis 1940 schlossen die Nationalsozialisten die letzten jüdischen Schulen Ostfrieslands.
Die Schulgebäude sind größtenteils erhalten. Im ehemaligen jüdischen Gemeindehaus mit Schule in Esens, dem August-Gottschalk-Haus, ist heute eine Dauerausstellung zur neueren Geschichte der ostfriesischen Juden zu sehen. In Leer eröffnete im Jahre 2013 die Ehemalige Jüdische Schule als Kultur- und Gedenkstätte.

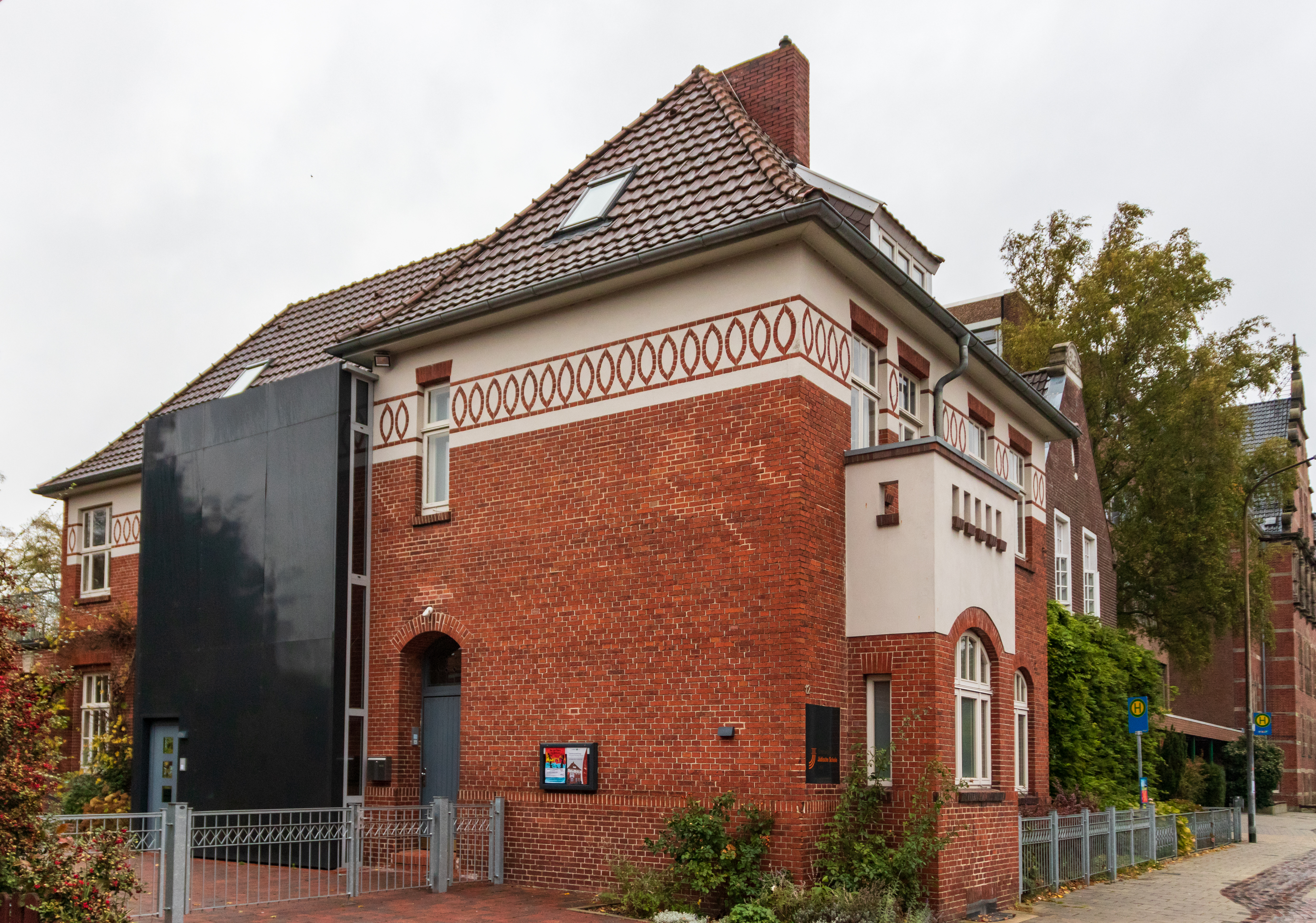
Die Ehemalige Jüdische Schule Leer
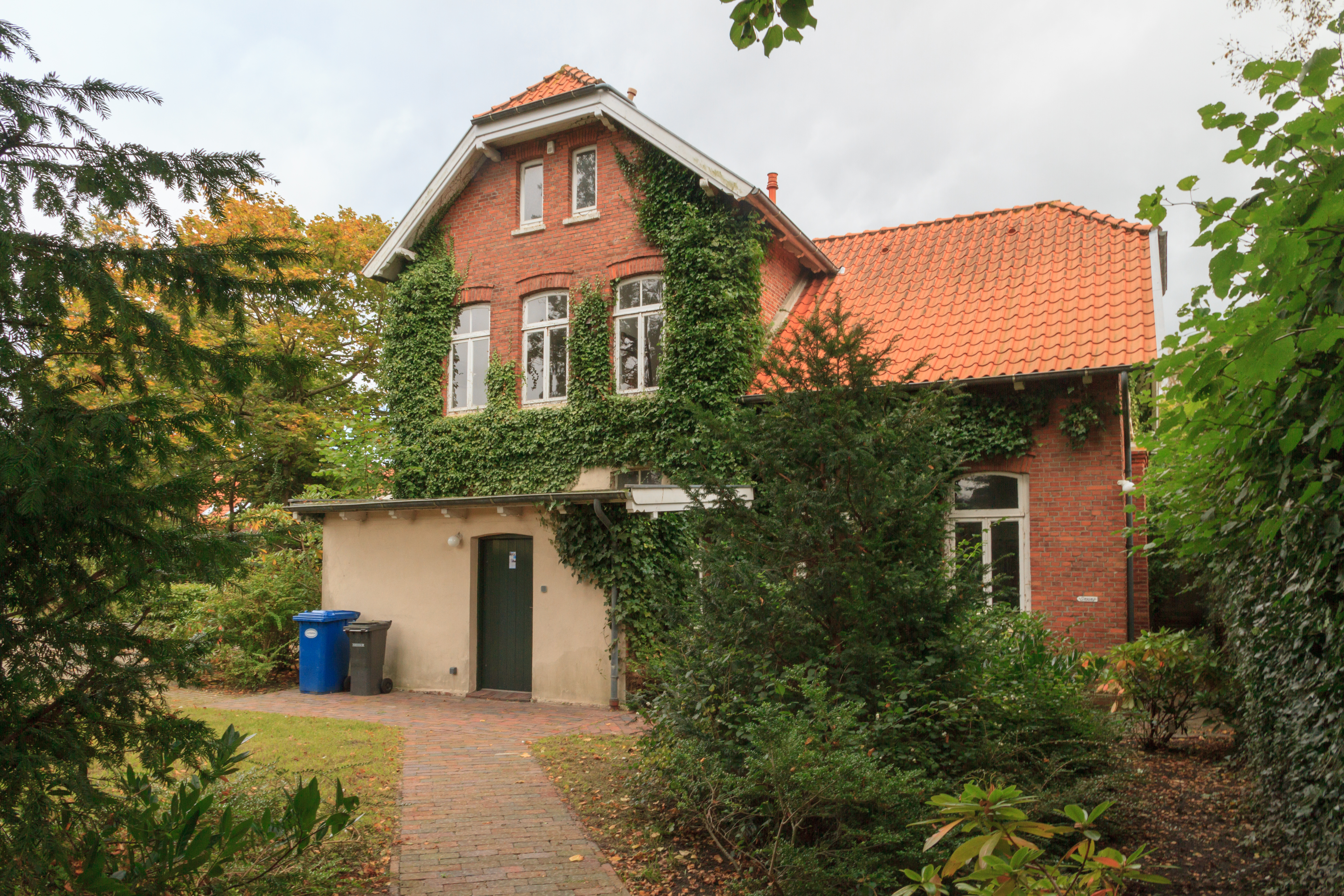
Das August-Gottschalk-Haus in Esens
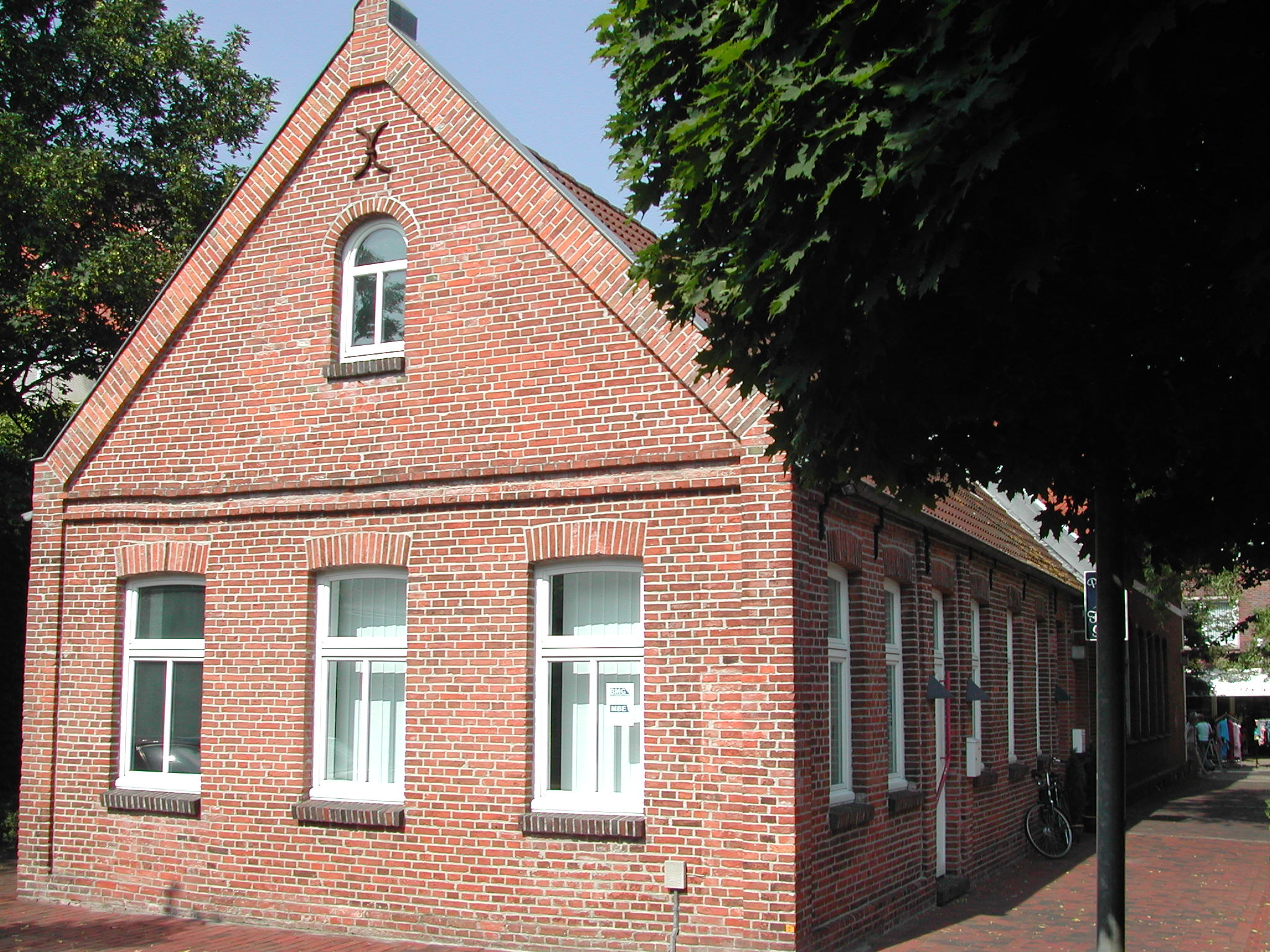
Ehemalige jüdische Schule in Norden
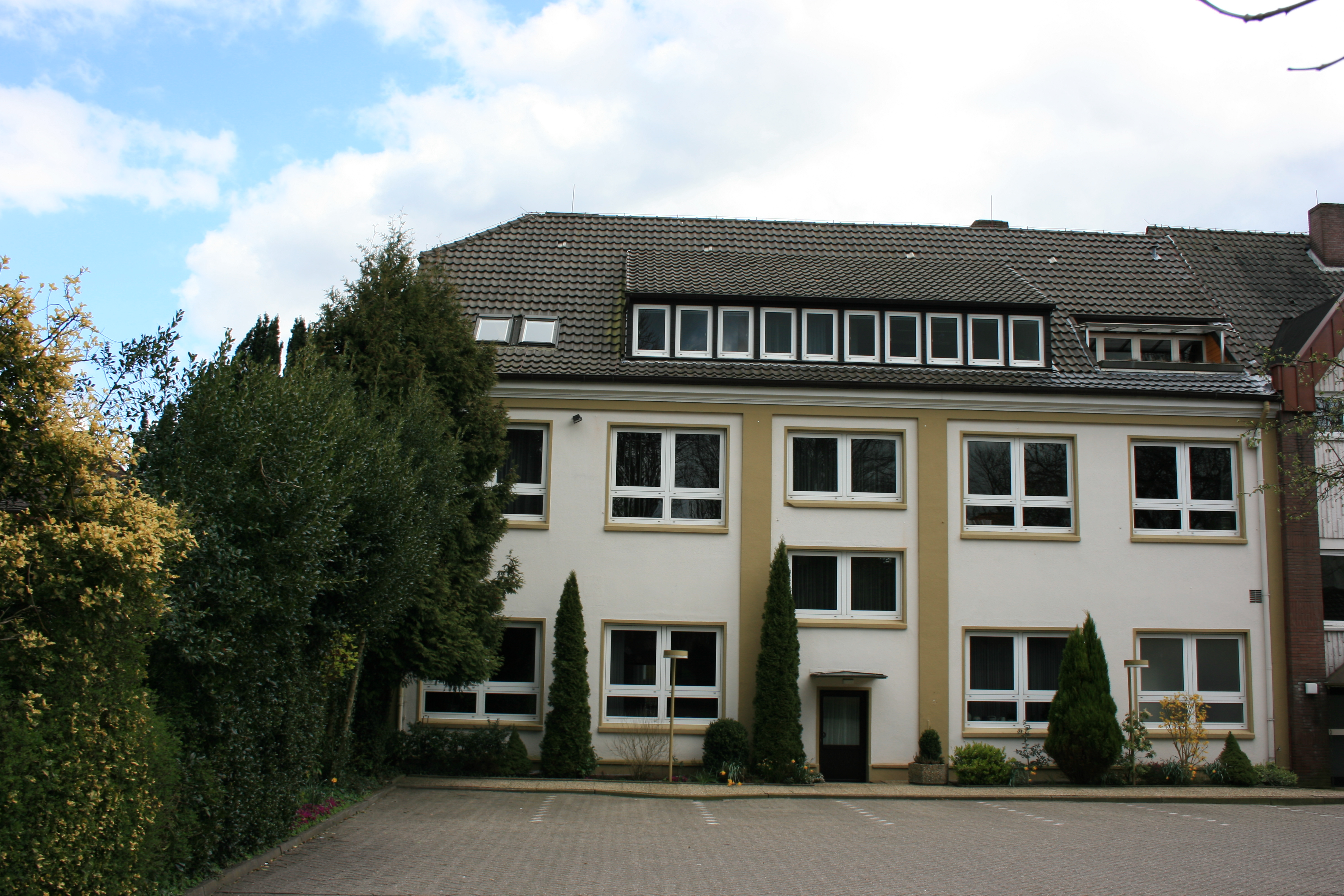
Die ehemalige jüdische Schule in Aurich
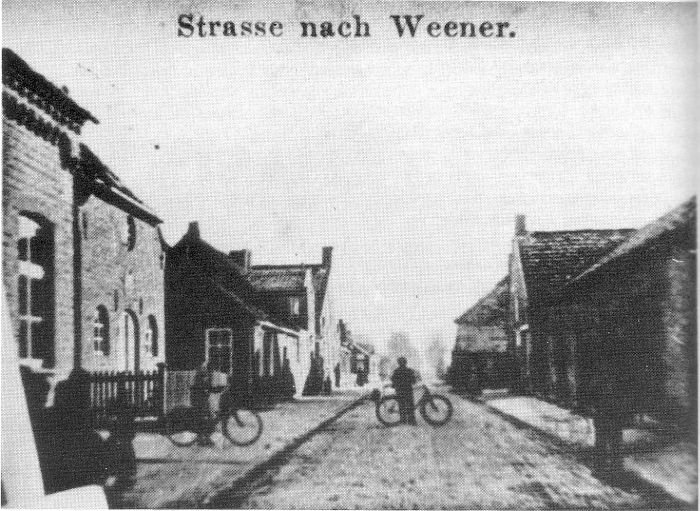
Bunde: Links ein Teil der jüdischen Schule, etwas zurückgesetzt dahinter die Synagoge
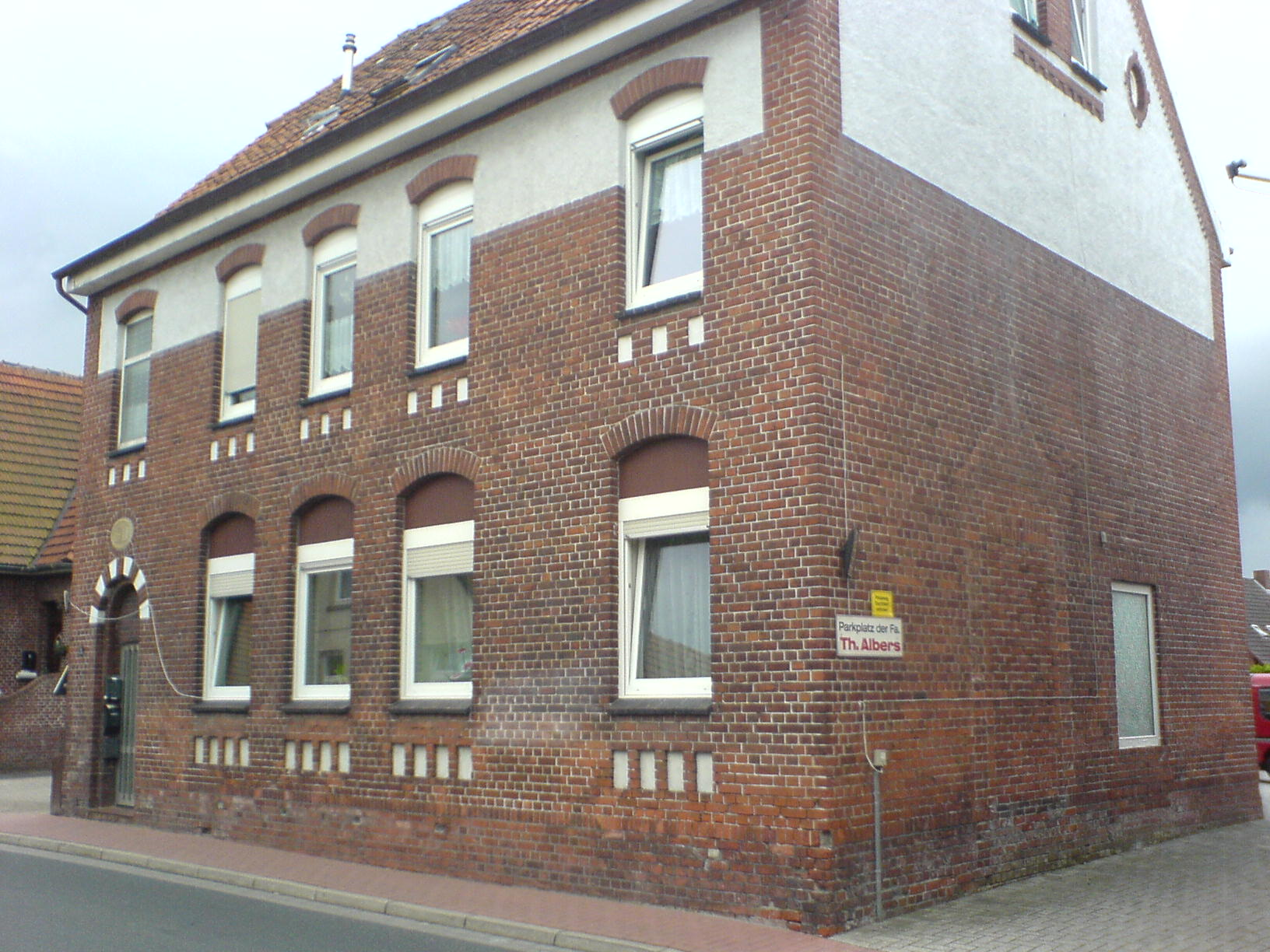
Ehemalige jüdische Schule in Wittmund
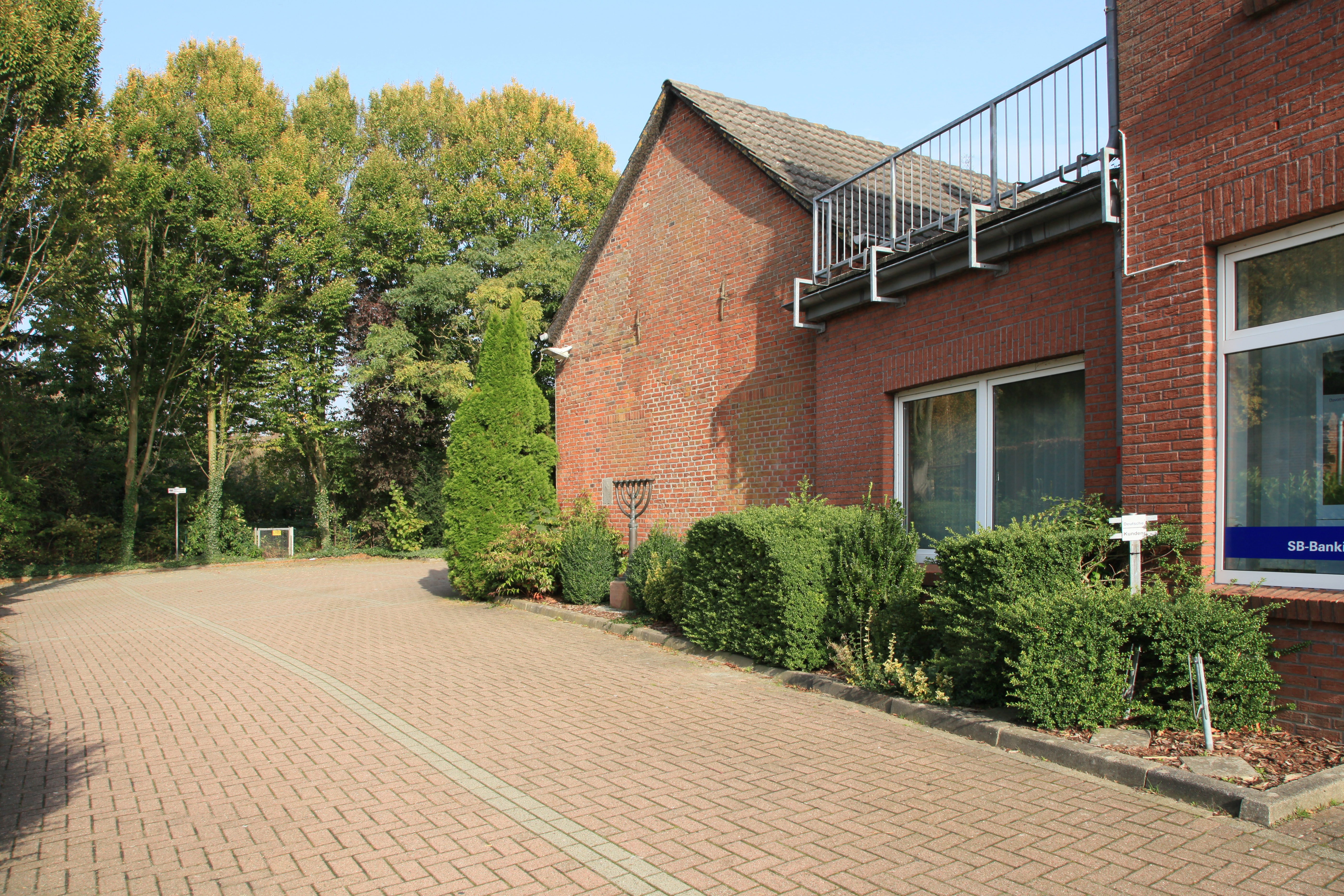
Die ehemalige jüdische Schule in Weener

## Entwicklung des Anteils der jüdischen Bevölkerung in Ostfriesland
Aufgrund der zu unterschiedlichen Zeiten erhobenen statistischen Daten ist eine gesicherte Angabe der Anzahl der Juden in Ostfriesland nur für den Zeitraum von 1833 bis 1925 möglich. 1925 stellten die Juden 0,84 % der Gesamtbevölkerung Ostfrieslands. Die zahlenmäßig größte Gemeinde stellte Emden mit 700 Mitgliedern, den höchsten prozentualen Bevölkerungsanteil hatte Dornum mit 7,3 %.
| Jahr | Einwohner | davon jüdisch | Anteil |
| ---- | --------- | ------------- | ------ |
| 1833 | 153 671   | 2079          | 1,35 % |
| 1842 | 167 469   | 2083          | 1,24 % |
| 1867 | 193 876   | 2516          | 1,30 % |
| 1871 | 193 044   | 2511          | 1,30 % |
| 1885 | 211 825   | 2707          | 1,28 % |
| 1895 | 228 040   | 2719          | 1,19 % |
| 1905 | 251 666   | 2766          | 1,10 % |
| 1925 | 290 517   | 2456          | 0,84 % |

Nähere Informationen zu den einzelnen jüdischen Gemeinden gibt folgende Tabelle:
| Ort            | Erste Erwähnung | Anzahl der jüdischen Einwohner (Jahreszahlen in Klammern)                                                                                 | Anteil an der Ortsbevölkerung 1925 in Prozent | Synagoge | Friedhof | Ende |
| -------------- | --------------- | --- | --------------------------------------------- | --- | --- | --- |
| Aurich         | 1636            | 96 (1769); 168 (1802); 288 (1837); 347 (1867); 406 (1885); 370 (1905); 398 (1925)                                                         | 6,5                                           | Kirchstraße 13; erbaut 1810                                                                                       | Emder Straße; seit 1764; davor Bestattung in Norden/Ostfriesland                                                                | Novemberpogrom 1938                                                                                      |
| Bunde          | 1670            | 28 (1867); 55 (1885); 65 (1905); 70 (1925)                                                                                                | 3,5                                           | erbaut 1846 | ursprünglich in Smarlingen, dann Neuschanz, ab 1874 in Bunde am Leegweg                                                         | Synagoge vor dem Novemberpogrom 1938 an den Kaufmann Barfs verkauft                                      |
| Dornum         | 1717            | 10 Familien (um 1730); 31 (1802); 65 (1867); 61 (1885); 83 (1905); 58 (1925)                                                              | 7,3                                           | Hohe Straße; erbaut 1841                                                                                          | westlich des Ortskerns; 1723 erworben                                                                                           | Synagoge 1938 vor dem Novemberpogrom verkauft; blieb erhalten; heute Museum; Jüdischer Friedhof (Dornum) |
| Emden          | 1571 (1530?)    | 6 Familien (Ende 16. Jahrhundert); ca. 100 (1624); ca. 300 (1736); 490 (1741); 501 (1802); 744 (1867); 663 (1885); 809 (1905); 700 (1925) | 2,2                                           | Am Sandpfad 5 (heute Bollwerkstraße); erster Bau wahrscheinlich im 16. Jahrhundert; Neubau 1836; Erweiterung 1910 | erster Friedhof (16. Jahrhundert) bei Tholenswehr; seit ca. 1700 Bollwerkstraße                                                 | Novemberpogrom 1938                                                                                      |
| Esens          | 1637            | 73 (1707); 82 (1806); 124 (1840); 118 (1871); 89 (1905); 76 (1925)                                                                        | 3,4                                           | Jücherquartier; erbaut 1827                                                                                       | Am Mühlenweg; erworben 1701 | Novemberpogrom 1938                                                                                      |
| Jemgum         | 1604            | 4 Familien (1708); 7 Familien (1773); 19 (1867); 50 (1885); 20 (1905); 9 (1925)                                                           | 0,8                                           | hinter dem heutigen Haus Lange Straße 62; erbaut 1810; seit 1917 baufällig; 1930 Abbruch                          | ältester Friedhof in Smarlingen; eigene Friedhofsanlage 1848 westl. von Jemgum an der Straße nach Marienchor                    | Selbstauflösung in den 20er-Jahren des 19. Jahrhunderts                                                  |
| Leer           | 1611            | 175 (1802); 219 (1867); 306 (1885); 266 (1905); 289 (1925)                                                                                | 2,4                                           | von 1793 bis 1885 in der Pferdemarktstraße 2; Neubau 1883/1885 an der Heisfelder Straße 44                        | seit dem 17. Jahrhundert an der Leerorter Chaussee                                                                              | Novemberpogrom 1938                                                                                      |
| Neustadtgödens | 1639            | 100 (1802); 186 (1867); 139 (1885); 85 (1905); 25 (1925)                                                                                  | 4,4                                           | erbaut 1852; 1886/1887 restauriert                                                                                | 1708 Auf dem Maanlande angelegt; 1764 erweitert                                                                                 | Synagoge 1938 vor dem Novemberpogrom verkauft; heute in Privatbesitz                                     |
| Norden         | 1577            | 193 (1802); 314 (1867); 253 (1885); 283 (1905); 231 (1925)                                                                                | 2,1                                           | Synagogenweg 1; erster Bau 1804; Neubau 1903                                                                      | Am Zingel; wahrscheinlich schon um 1569 jüdischer Begräbnisplatz – anfangs auch für Juden aus Emden, Esens, Aurich und Wittmund | Novemberpogrom 1938 – heute: Gedenkstätte, dem Grundriss der verbrannten Synagoge nachgebildet           |
| Norderney      | 1833            | 6 (1867); 9 (1885); 35 (1895); 88 (1925)                                                                                                  | 1,6                                           | 1878 in der Schmiedstraße 6 erbaut                                                                                | genutzt wurde der Friedhof in Norden                                                                                            | Synagoge vor dem Novemberpogrom 1938 verkauft; heute baulich verändert und als Restaurant genutzt        |
| Weener         | 1645            | 11 (1802); 183 (1867); 231 (1885); 175 (1905); 149 (1925)                                                                                 | 3,6                                           | 1828/1829 in der Hindenburgstraße 32 erbaut; 1928 renoviert                                                       | vom 17. Jahrhundert bis 1848 in Smarlingen, von 1850 bis 1896 in der Graf-Ulrich-Straße, seit 1896 in der Graf-Edzard-Straße    | Novemberpogrom 1938                                                                                      |
| Wittmund       | 1637            | 3 (1643); 8 Familien (1676); 51 (1710); 16 Familien (1749); 60 (1802); 93 (1867); 86 (1885); 71 (1905); 53 (1925)                         | 2,2                                           | erbaut ca. 1815/1816 an der Kirchstraße 12                                                                        | seit 1684 an der Finkenburgstraße bezeugt; neuer Friedhof 1899/1902 außerhalb Wittmunds an der Auricher Straße angelegt         | im Juni 1938 wurde die Synagoge auf Abbruch verkauft                                                     |

Quelle: Das Ende der Juden in Ostfriesland (s. Literaturangaben)

## Gedenkstätten

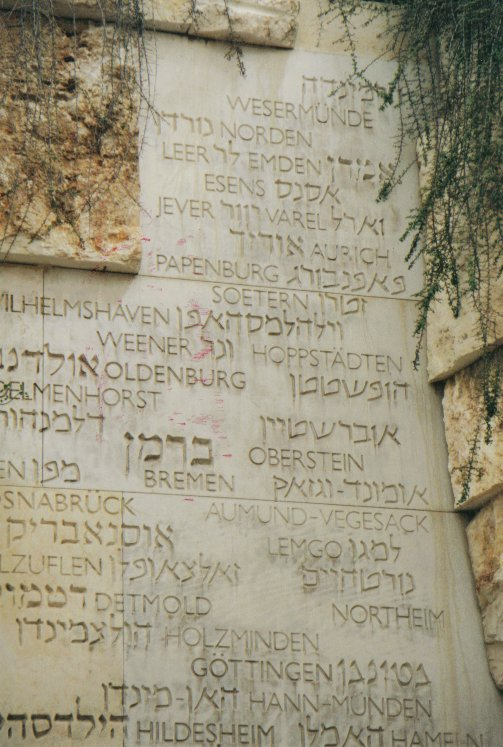
Gedenken an die jüdischen Gemeinden Ostfrieslands in Yad Vashem

In allen Orten, in denen es früher jüdische Gemeinden gab, wurden nach 1945 Gedenkstätten eingerichtet. Meist wird der jüdischen Gemeinden mit Gedenksteinen gedacht, die an den Orten der ehemaligen Synagogen stehen. Mehrere Straßen wurden nach jüdischen Personen benannt. Die jüdischen Friedhöfe wurden nach 1945 wieder hergerichtet. In Dornum ist die ehemalige Synagoge zu einer Gedenkstätte mit einer ständigen Ausstellung unter anderem zur Geschichte der Dornumer jüdischen Gemeinde umgestaltet.
1988 wurde anlässlich des 50. Jahrestages der Reichspogromnacht die Ausstellung „Das Ende der Juden in Ostfriesland“ von Mitgliedern des Arbeitskreises „Geschichte der Juden in Ostfriesland“ bei der Ostfriesischen Landschaft in Aurich zusammengestellt. Diese ist heute Teil der Gedenkstätte mit Dauerausstellung zur neueren Geschichte der ostfriesischen Juden im „August-Gottschalk-Haus“, dem ehemaligen jüdischen Gemeindehaus in Esens. Die Ausstellung wird vom „Ökumenischen Arbeitskreis Juden und Christen in Esens e. V.“ betreut. In Emden wurde der „Arbeitskreis – Juden in Emden e. V.“ gegründet, dessen Ziel es ist, die Geschichte der Jüdischen Gemeinde Emdens zu erforschen und pädagogisch zu vermitteln. In Leer eröffnete im Jahre 2013 die Ehemalige Jüdische Schule als Kultur- und Gedenkstätte.

## Jüdische Persönlichkeiten aus Ostfriesland
- Jacob Emden (1697–1776), Rabbiner und Talmudgelehrter
- Recha Freier (1892–1984), Widerstandskämpferin gegen den Nationalsozialismus, Lehrerin und Dichterin
- Minnie Marx (1865–1929), Mutter und Managerin der Marx Brothers
- Moritz Neumark (1866–1943), Industrieller und Politiker jüdischer Herkunft
- Eduard Norden (1868–1941), Klassischer Philologe und Religionshistoriker
- Max Sternberg (1856–1930), Arzt und Kommunalpolitiker, Mitbegründer des Bundes deutscher Bodenreformer
- Max Windmüller (1920–1945), Widerstandskämpfer gegen den Nationalsozialismus
- Albrecht Weinberg (* 1925), gab 2025 sein Bundesverdienstkreuz zurück aus Entsetzen darüber, dass die Union mit der AfD den sog. Migrationsantrag durchgesetzt hat.[27]